# 改革开放

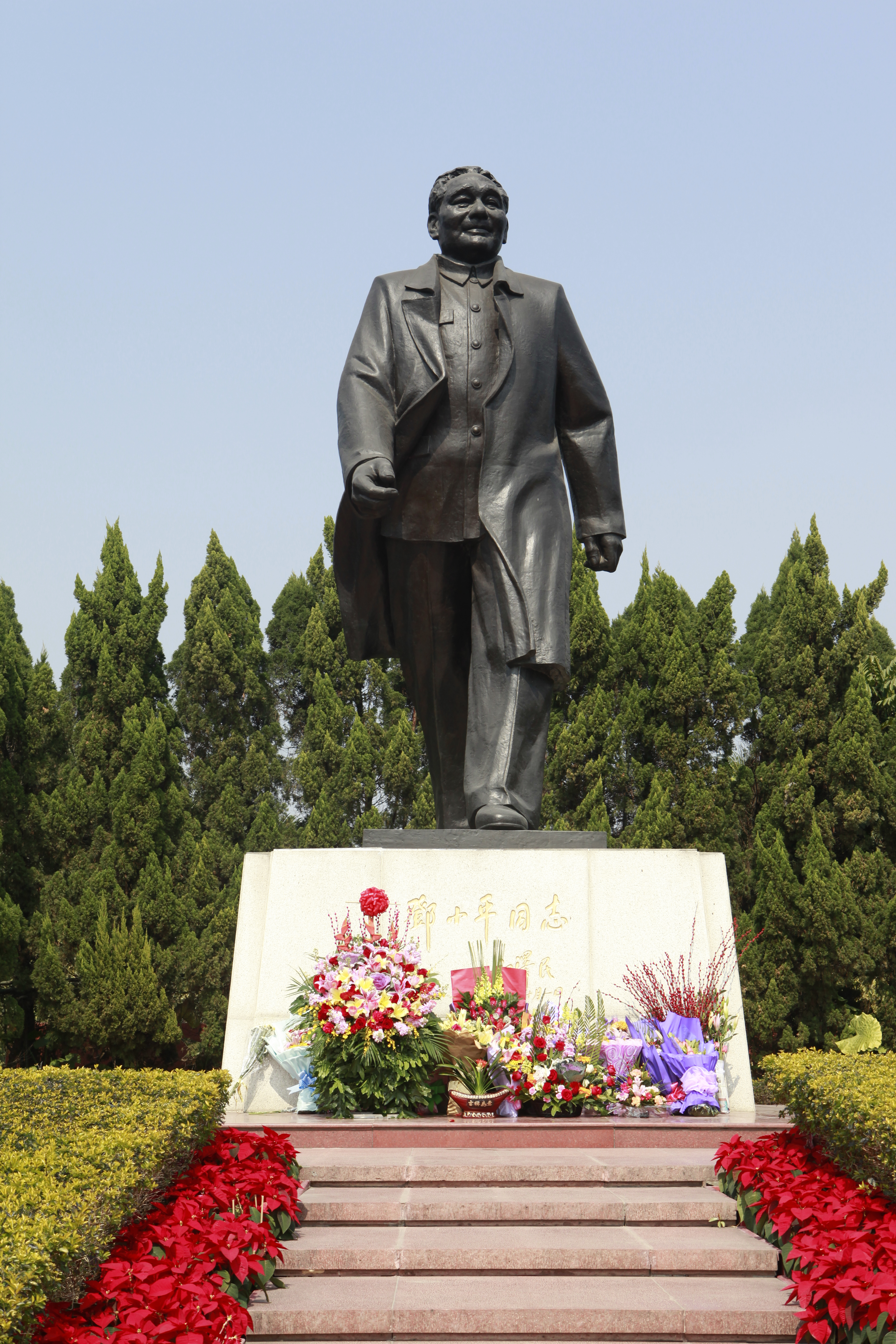
被称为“改革开放总设计师”的邓小平是拨乱反正、改革开放中的核心人物（图为位于经济特区深圳的莲花山顶的邓小平像）

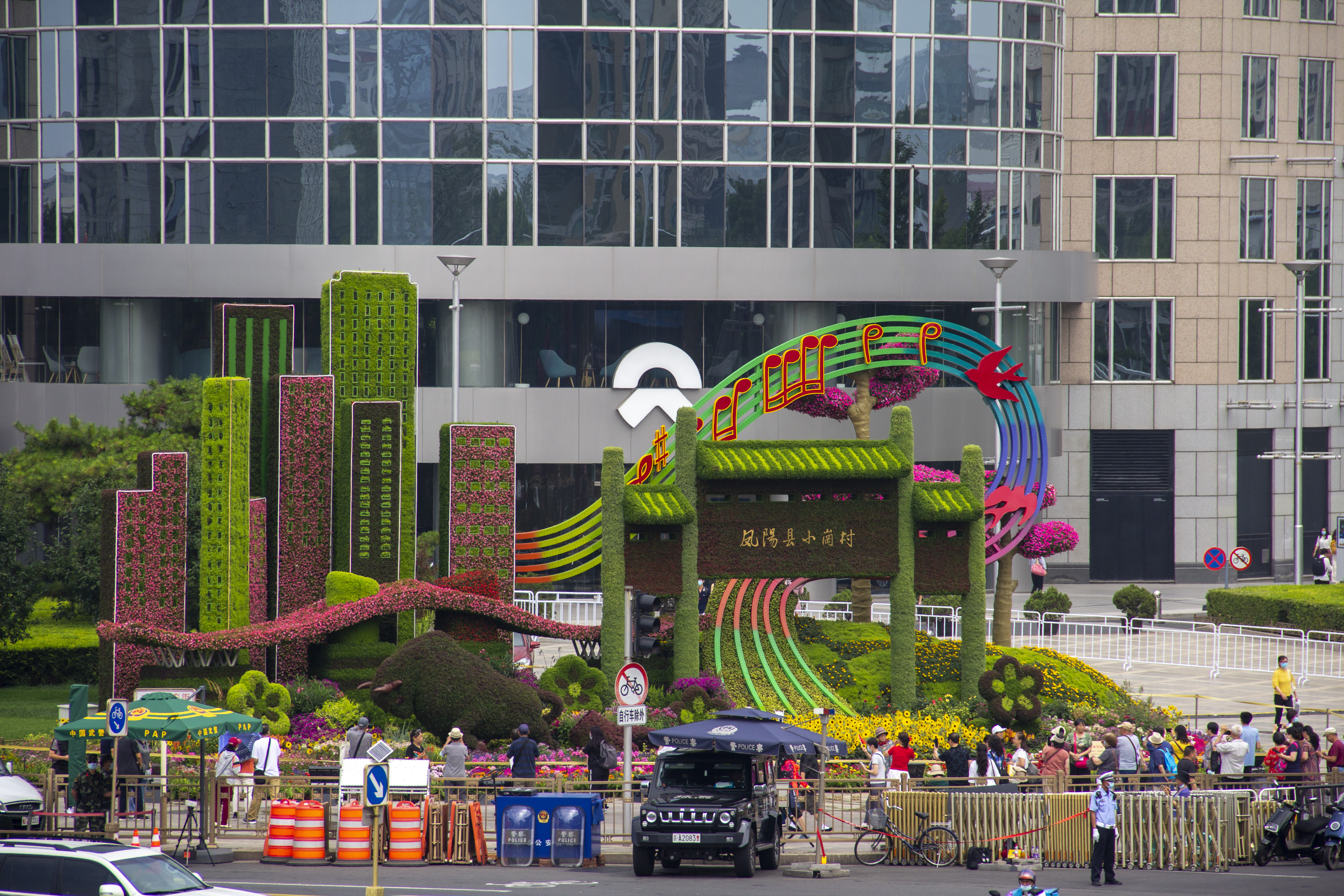
建党百年之际，北京东单立体花坛“改革开放”

改革开放，是由以邓小平为核心的中国共产党第二代中央领导集体等人提出和创立，在1978年12月18日中共十一届三中全会后开始正式实施的一系列以经济为主的改革措施，可总结为“对内改革，对外开放”。1978年，邓小平等人提出了「對內改革、對外開放」、「解放思想、實事求是」的观点和理論。相对而言，中国共产党内部支持方被稱為改革派，以邓小平、胡耀邦、趙紫陽為首，並得到軍方代表葉劍英、杨尚昆等人支持，反對方则以陳雲、李先念等保守派為首，並得到軍方代表徐向前等人支持，兩派政治斗争長达17年（1978年—1995年），其中1989年的“六四事件”曾导致改革开放一度遭遇危机、改革派大幅受挫，直至1992年鄧小平南巡才使得改革开放確立为中国今後的基本国策。与此同时，改革开放也逐渐成为中国特色社会主义的主要组成部分，構成“鄧小平理論”，并于1997年中共十五大期间被納入中共党章、1999年被写入《中华人民共和国宪法》。
改革开放是中华人民共和国历史上的重大决策和轉折過程，起始于“文化大革命”后的“拨乱反正”时期，改变了中国大陆自1949年起在经济上近30年较为封闭的状况，使中华人民共和国经济高速发展，先后出现了以深圳经济特区以及上海浦东新区为代表的发展模式。改革早期保守色彩仍濃厚，此后中国大陆的经济制度逐渐从“计划经济”转变为“社会主义市场经济”，后者于1993年被写入《中华人民共和国宪法》。1990年上海证券交易所、深圳证券交易所相继成立，中国大陆资本市场诞生。在低廉的人力成本和勞動保障情況下，中国大陆得以大力发展进出口贸易，國內外投資驟增、民营经济迅速崛起。中国大陆于1991年加入亚太经济合作组织、2001年加入世界贸易组织，2010年国内生产总值（GDP）超越日本，成为全球第二大经济体，至2020年起世界500强企业数量与美国并驾齐驱。人均GDP则从1978年的115美元增长到2021年的12551美元，达到中等偏上国家的收入水平，东部部分省市人均GDP已超过2万美元，2021年中国GDP总量达17.7万亿美元。与此同时，国民生活质量也得到了大幅度提高，有学者由此提出了“中国模式”的发展道路。
另一方面，改革开放初期的价格双轨制、物价闯关、军队经商等政策较为失败，中国社会还出现了官倒、腐败、特权等问题，经济改革也遇到了原有政治体制的阻碍。对其中的部分问题，邓小平等人在1980年代前期修订《八二宪法》、确立“废除干部领导职务终身制”后，自1986年起曾试图进一步推动中国政治体制改革，但最终因为“六四事件”的爆发而失败，该事件也导致改革开放的进程放缓甚至停滞，直至邓小平九二南巡后才重新提速。此外，中国大陆发展过程中也缺乏自主技术、缺乏创新能力、对外依赖度过高，并造成了严重的环境污染。经济数据造假现象也屡见不鲜，特别是夸大了经济增长数字。发展过程中还存在贫富差距扩大、城乡发展不平衡、房地产泡沫等诸多问题。改革開放的成果普遍以宏大叙事視角記述，工人階級和底層人民的大幅牺牲则普遍被忽略，而仍以国有企业为主导的中国经济也常导致市场垄断和不公平竞争。2021年发表的《关于党的百年奋斗重大成就和历史经验的决议》中，不讳言提到了改革开放带来的一系列问题需要改善，但決議仍高度评价该基本政策的方向。

## 名词释义

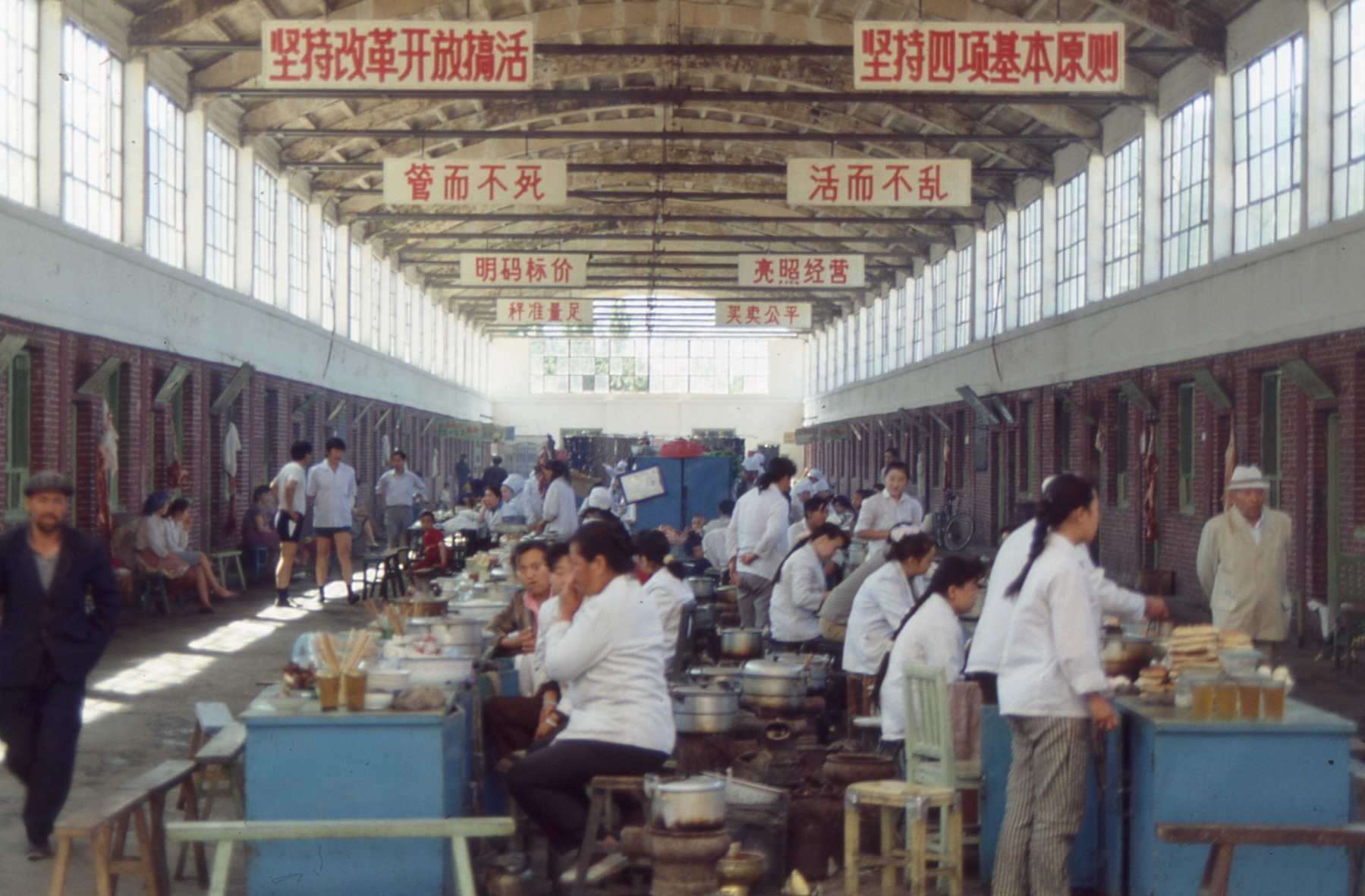
改革开放宣传标语（1992年新疆）

### 传统定义
改革开放中的“对内改革”实行混合经济模式，农业上實行家庭聯產承包责任制（俗称“大包干”），允許私有企業不再由國家管有，容許外商投資等政策。1978年前，中国大陆实行计划经济，由党和政府控制和管理社会资源。改革以两个阶段引进市场经济原则：第一阶段从1970年代末至1980年代初进行，主要涉及废除农业集体制度实行家庭联产承包责任制，对外资开放本地市场和允许本地企业家开创事业，但大部分工业仍然由国家拥有和营运；第二阶段于1980年代末至1990年代进行，其政策包括土地制度改革、国有企业私有化和国有企业承包制度，政府不再控制物价，并废除部分保护主义政策，尽管如此，国家仍然控制银行业和石油工业等关键行业。此外，1990年底，上海证券交易所、深圳证券交易所相继成立。
改革开放中的“对外开放”使得众多海外企业进入中国市场，也有相当数量的中国企业开辟了海外市场，同时在新加坡总理李光耀的建议下，中共也停止了对外输出革命。期间，在沿海地区诞生了深圳、厦门、珠海等一批经济特区，在中国大陆对外经济交流中起到了极为关键的作用。而在经济全球化的大背景下，改革开放以来，美国、日本、法国、德国、英国等发达国家向中国提供了包括无偿援助在内的各种形式的长期援助，香港、澳门和台湾也对中国大陆提供了大量资金、技术、人才和理念等支持。截止2009年，中国接受发达国家的无偿援助近67亿美元（约469亿人民币），其中日本是中国的最大援助国，截止2010年日本对华援助占中国总外援比例的66.9%。

### 最新变化
有媒体和学者认为，“改革开放”至中共中央总书记习近平执政时期发生了部分本质性的变化，习反对部分改革政策，低调地回退了许多邓小平时代的改革政策，中国共产党重申对包括经济在内的中国社会各个方面的控制权，出现政治体制倒退。2018年，汉学家裴敏欣认为，自1980年代改革时代开始以来，中国经济目前是最不开放的；2020年官方提出新发展格局即以所謂“內循環”為主體的“国内国际双循环”以及“自力更生”，但在“内循环”引发“闭关锁国”的争议后。官方特别强调“不是封闭的国内循环而是更加开放的国内国际双循环”。此后官方宣传口径以强调“国内国际双循环相互促进”为主。与此同时，有海外媒体认为习近平时期中国领导层内部出现路线斗争和分歧，中国政府也推出了多项改革，包括废除劳教体制、修订《环保法》、建立国家监察委员会、完善审计制度等，试图改善改革开放以来中国积累的种种社会问题；同时设立国家共同富裕示范区试图探索出解决中国社会目前尖锐的贫富差距、区域差距等社会问题的方法，中国政府也继续效仿当年设立经济特区的办法推出了中国自由贸易试验区、海南自贸港、雄安新区、横琴粤澳深度合作区等经济改革试验区。

## 历史背景

### 早期建设
中华人民共和国成立后，经济原则和体系借鉴苏联模式，实行“三位一体”的发展模式，即注重发展重工业、执行计划经济及财产国有化。1953年出台的第一个五年计划推动农业合作社为基本经济单位，在农村由农业合作社集体管理农地和农业生产，部分合作社更集体拥有农地和生产资料。人民公社随着第二个五年计划（亦称“大跃进”）落实在各地成立。人民公社制度的目标为移除私有拥有权，所有私人财产必须上缴人民公社，使农民失去生产动力:18。第二个五年计划导致中国经济大幅下滑，亦引致大规模饥荒和减产。1962年，在中国国家主席刘少奇领导下，农村人民公社进行改革，其核算单位分为公社、生产大队和生产队三级:18，及推行“三自一包”，此制度沿用至“文化大革命”。后来随着国家主席刘少奇与中共中央主席毛泽东之间出现分歧，前者在文革中更被打倒受迫害致死，政策被迫中止。

### “文化大革命”
中国在革命時代经历大跃进和“文化大革命”等政治运动，其经济在七八十年代严重落后同地区亚洲四小龙的经济:27。尽管中国1978年的国民生产总值达3624亿元，比1965年的1716亿元增加了一倍多，年均递增率达6.8%，并建立起了一个独立的、门类齐全的工业体系，但民生工業基礎薄弱、效率與品質低落，缺乏創新多樣。普通民众的生活水平依然不高，科学技术也整体上比较落后。而文革后，中共更出现了执政危机和信任危机。在各种不利的情况下，鄧小平第二次重返中共领导层、进行了1975年整顿，而1977年第三次复出后恢复了中共中央副主席、國務院副總理、中共中央軍委副主席等職務，掌握黨政軍的主要權力，进行了拨乱反正，并嘗試在各方面改革當時國内的經濟體制，將市場經濟引入中國的经济体制。

### 改革计划经济
計劃經濟是社會主義和共產主義經濟的表徵，自1950年代开始的計劃經濟雖然在建国初期能够恢复經濟和推动初步發展，但隨著時間的推進，其弊端也日漸明顯：對國内經濟的控制使政府和企業的職責不分，無視價值規律與市場調節的作用；一切以計劃為綱，無法適應消費群體的需要，制約商品經濟的發展，成為中國經濟發展的最大瓶頸。生產商品的數量都在計劃之中，購買商品還需要相應的商品票（如購買就需要有相應的糧票、鞋票、煤票、香煙票、布票、肉票、油票、糖票、豆製品票、火柴票、肥皂票、雞蛋票、自行車票等等的票證上千種。若按發行單位分，有全國通用、地方用、軍用），造成消費者即使有錢也難以買到需要的商品。
為儘快提升經濟發展速度，鄧小平與中共黨内的改革派開始逐一解決這些問題，並試圖改變人民心目中“共產黨和社會主義只能搞计划经济”的根深蒂固的印象。這場改革運動的目的是以維持社會主義制度和共产党执政不变為前提，改變生產过程中不適應生產發展的管理體制和政策，並建立社會主義制度下的市場經濟。這場改革的經濟方面在農村率先取得突破，隨之迅速在全國各經濟領域内推行。

## 发展历史

### 1978年至1984年
改革开放初期，鄧小平、胡耀邦和赵紫阳三人被並稱为領導中國走向改革開放的「三駕馬車」。1978年12月18日至22日，中国共产党举行第十一届中央委员会第三次全体会议。全会彻底否定时任中共中央主席兼国务院总理华国锋提出“两个凡是”方针，停止“以阶级斗争为纲”口号，作出把工作重点转移到社会主义现代化建设上来，实行改革开放决策:237-238。同时，全会还作出了关于加快农业发展的决定；重新审查了中共历史上的一批重大冤假错案，重新评价了一些重要领导人的功过。邓小平在这次会议召开前发表的《解放思想，实事求是，团结一致向前看》的纲领性讲话中提出：“解放思想是当前的一个重大政治问题。民主是解放思想的重要条件。处理遗留问题为的是向前看。要研究新情况，解决新问题。如果现在再不实行改革，我们的现代化事业和社会主义事业就会被葬送。要允许一部分地区、一部分企业、一部分工人农民，由于辛勤努力成绩大而收入先多一些，生活先好起来。这是一个大政策。”:278十一届三中全会是中国改革开放的开端，此次全会以后，中国党和政府开始实行改革开放政策。同年，松下电器成为第一家进入中華人民共和國的外资企业。
1979年，在中共中央“指导下”，全国农村逐步开始实行以家庭联产承包为主的责任制，即“分田包产到户，自负盈亏”:315-316。1979年12月，邓小平在会见日本内阁总理大臣大平正芳一行期间，强调了“四个现代化”，并提出了实现“小康”的概念。1982年，中国共产党第十二次全国代表大会正式引用了“小康”这一概念，并把它作为二十世纪末的战略目标； 在“小康社会”人民的生活达到“小康水平”，这是指在温饱的基础上，生活质量进一步提高，达到丰衣足食。
邓小平的首项改革措施在被全球许多共产党执政的国家长期忽视的农业领域率先展开。在1970年代后期，食品的供应和生产非常缺乏，政府人员甚至认为于大跃进时期导致数百万人死亡的三年困难时期可能会再度出现:8。邓小平反对实行农业集体化，他坚持强调的家庭联产承包责任制将人民公社的集体土地划给了农民。在新政策的保护下，只要将合同规定的部分粮食缴纳给政府，农民就可以正式管理他们自己的土地:355。这一举措使得1975年至1985年期间的农产量增加了25％，为其他领域的私有化创造了先例:355。与苏联经济改革时自上而下的模式相比，邓小平改革时自下而上的方法被认作中国经济成功转型的重要因素。
为了提高生产效率，城市工业的改革也开始实行。政府引入了价格双轨制：1979年国有企业改革展开后，即便超过了计划配额，国有制工业依旧可以按照计划和市场的双重价格销售商品，这一措施解决了毛泽东时代的经济短缺。此外，于20世纪80年代开始实行的工业责任制允许个人或团体通过合约管理企业，这进一步促进了国有企业的发展。被中国共产党收购的私营企业首次被允许经营，它们在工业产出中所占的比例逐渐升高:10。价格的灵活性业有所提高，服务业规模扩大:11。

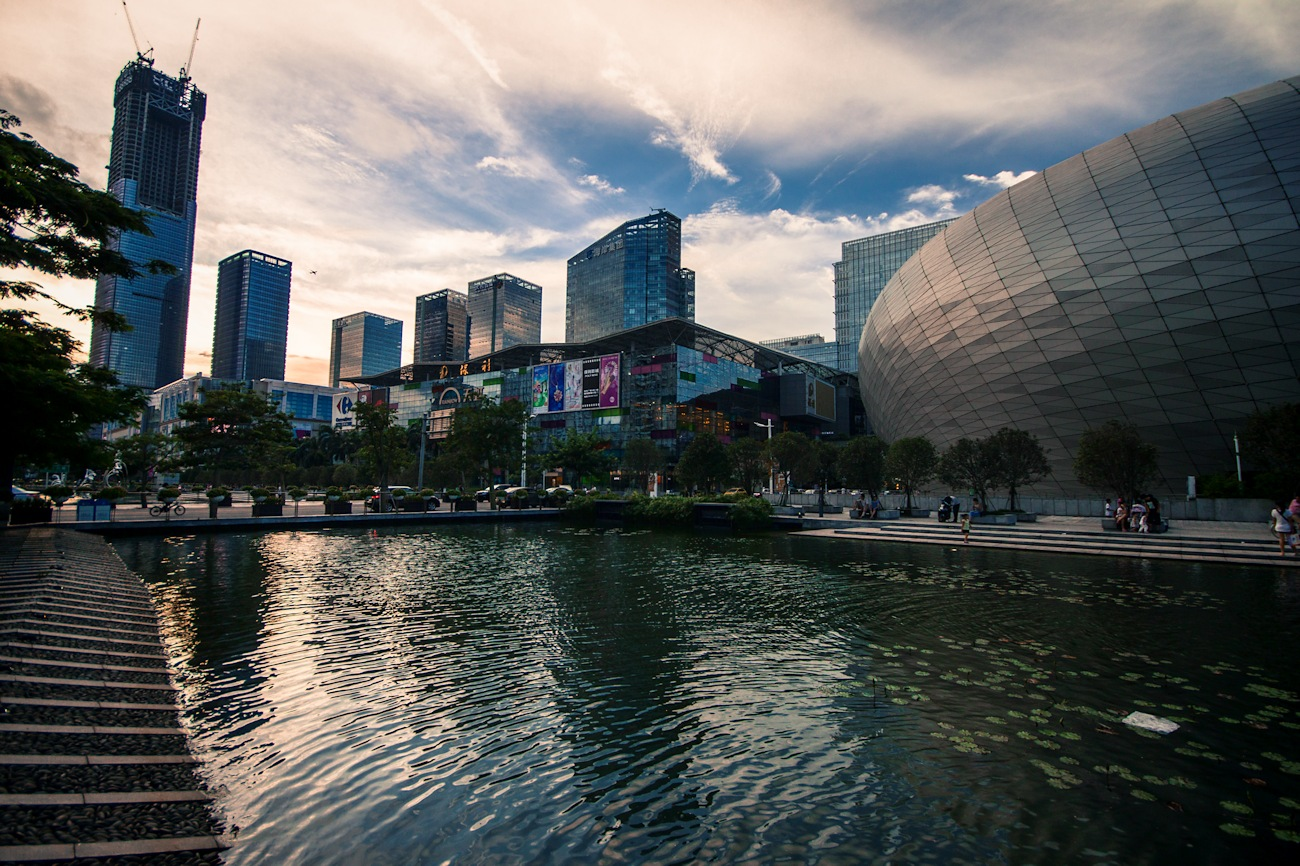
深圳，改革开放中最为成功的城市和经济特区之一，它因发展迅猛而被称为“一夜崛起之城”，其发展速度被称为“深圳速度”

自中国国民党时代以来，中国首次开放了外商直接投資。邓小平为外国投资设立了一系列经济特区。与其他地区相比，阻碍经济增长的官僚法规和干预措施对这些特区的影响相对较小，这些经济特区因此相对自由。这些地区成为了国民经济增长的引擎:11。经济特区的数量与规模持续扩大。1979年7月15日中共中央、国务院决定在深圳、珠海、汕头和厦门试办经济特区:13，此後中国政府创办了更多的特区。此外中共解禁个体户和乡村家庭工业，恢复城乡小商品市场。1979年底，全国批准开业的个体工商户约10万户，1981年，批准开业的个体工商户達101万。
1980年，中央75号文件规定不准雇工。1981年5月29日，《人民日报》发表《关于一场承包鱼塘的争论》一文，討論雇工是否算剥削。中央书记处政策研究室的经济学家林子力認為，根據資本論的定義，雇工達到八个就是资本主义经济，就是屬於剥削。1983年1月，中共中央对出現較多雇工的情形提出"三不"原则："不宜提倡，不要公开宣传，也不要急于取缔。"

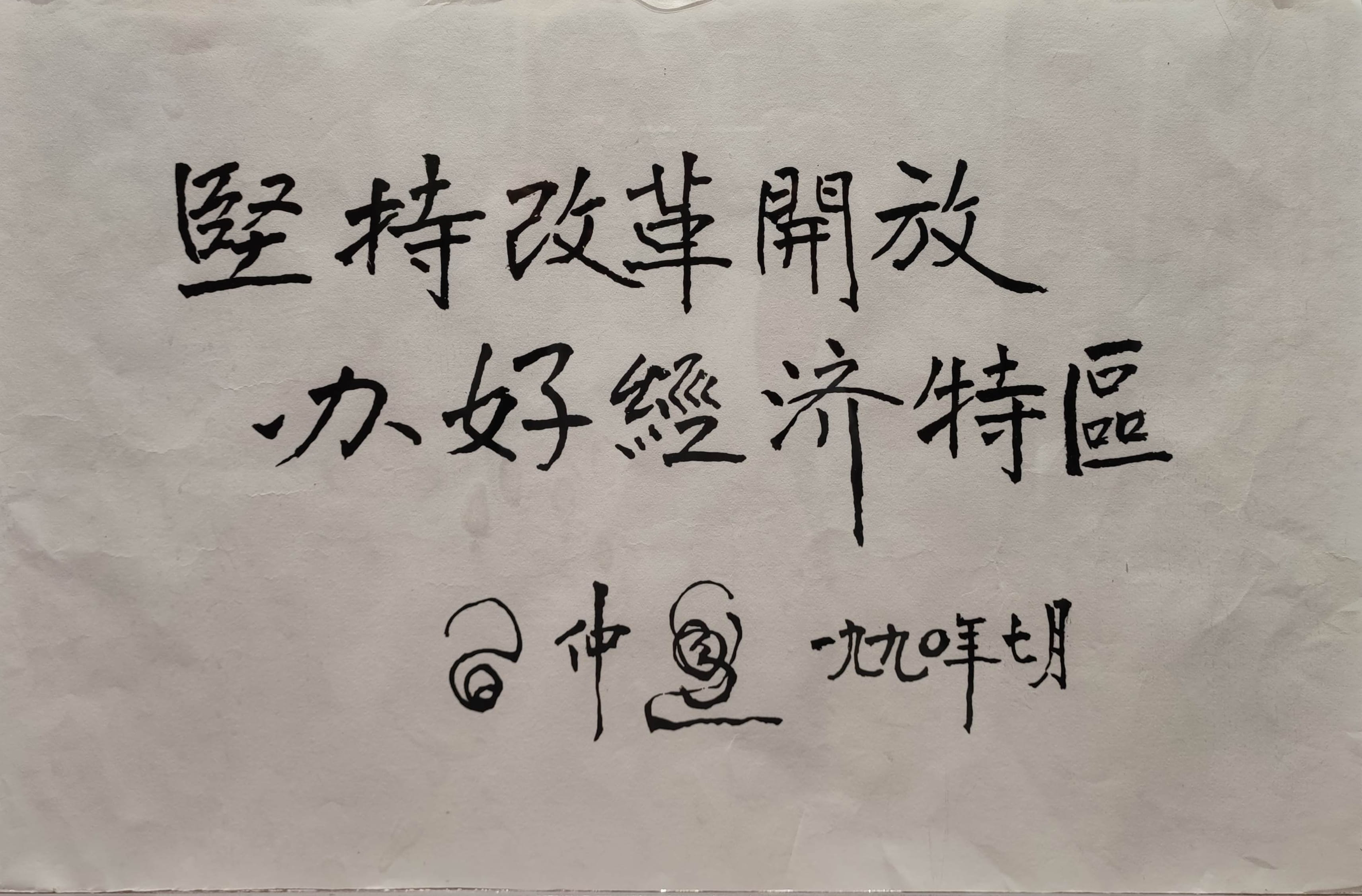
1990年7月习仲勋为珠海题词：坚持改革开放，办好经济特区（藏于珠海市博物馆）

对内经济方面，经济改革首先在农村地区展开:115-118。农业方面，在邓和赵紫阳的经济改革下，推行家庭联产承包责任制，实施包产到户，提高农民的积极性:315-316。农业生产总值在1978年至1984年中提高了50%，农民纯收入也大幅提高，经济改革初见成效:14。習仲勳和廣東領導班子於1979年4月17日帶著方案草稿赴北京，在最後定稿前與鄧等人作討論:348。廣東之方案於7月15日得到批准，成為中央第50號文件，它同意給予廣東和福建吸引外資之「特殊政策和靈活措施」；按鄧建議，這些地區稱為「特區」；深圳、珠海、汕头和厦门4個特区於1979年8月26日正式成立:348-349。
幾乎所有高幹都去過特區至少一次，並表揚特區的成就，只有陳雲和李先念不去；1981年12月22日，陳雲講話稱：「要看到特區的有利方面……也要充分估計到特區帶來的副作用」:359。1982年12月31日，政治局發出第50號文件肯定廣東打擊經濟犯罪的工作，引用陳雲的結論：「特區一定要搞，但也要不斷總結經驗，確保把特區辦好。」:363
1984年1月24日，鄧在冬季「假期」乘專列到達廣州；他用兩周時間視察廣東和福建，包括深圳、珠海和厦门三个经济特区，還視察中山和順德兩個珠海附近發展迅猛之縣:364。邓并鼓励特区建设，提议增加对外开放城市:51-52。对外方面，中国决定扩大对外开放地程度:32：扩大进口的数量及进口国范围:119；改善进口产品结构，重点为技术输入；提供外资直接进入中国设厂，改善中国生产结构以及派遣大量留学生赴西方学习科技:142。10月，中共十二屆三中全會在北京召開，會上通過《關於經濟體制改革的決定》，標誌著城市經濟體制改革之開展:160。

### 1984年至1989年
1984年10月，中共十二届三中全会通过了《关于经济体制改革的决定》。政府還在经济领域开放了更多地区：1988年4月13日，第七届全国人大第一次会议通过了设立海南省、建立海南岛经济特区的决议；中共中央批转沿海部分城市座谈会会议纪要，决定进一步开放14个沿海港口城市。1985年2月18日，中共中央和国务院决定在长江三角洲、珠江三角洲和閩南金三角开辟沿海经济开放区。1988年3月18日，国务院进一步扩大了沿海经济开放区的范围，决定将杭州、南京、沈阳等140个市、县划入经济开放区，辽东半岛和山东半岛全部对外开放。1992年8月，重庆、岳阳、武汉、九江、芜湖等5个沿長江城市，哈尔滨、长春、呼和浩特、石家庄、太原、合肥、南昌、郑州、长沙、成都、贵阳、西安、兰州、西宁、银川等15个省会城市對外開放。

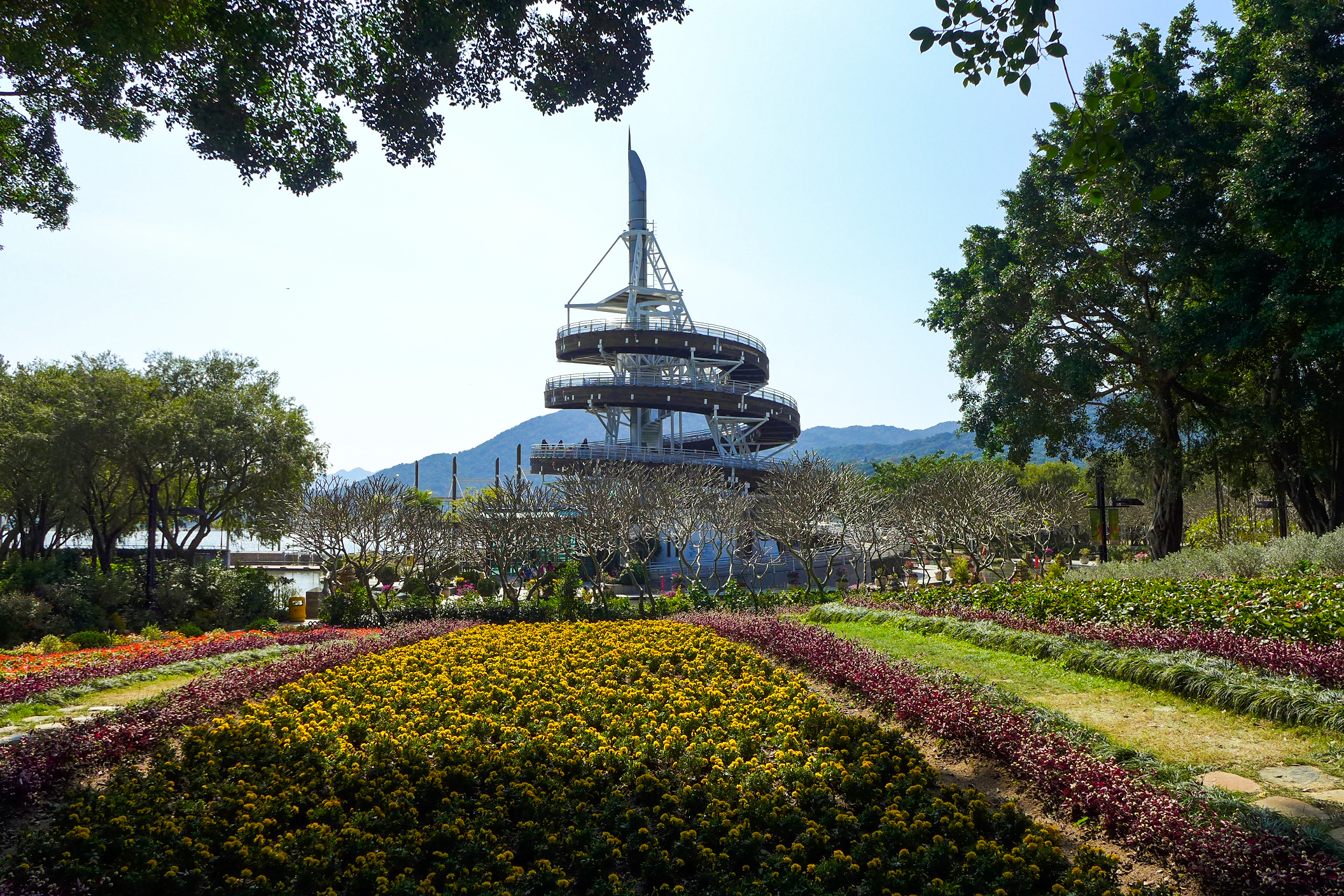
香港回归纪念塔

1984年6月22日、23日，中共中央顾问委员会主任邓小平会见香港工商界访京团和香港知名人士钟士元等谈话时提出“一个国家，两种制度”的设想，即在中华人民共和国一国之内，大陆地区实行社会主义制度，香港地区实行资本主义制度。同年12月19日，中國國務院總理趙紫陽與英國首相戴卓爾夫人在北京簽訂《中英聯合聲明》，確定英國在1997年7月1日將香港主權移交中華人民共和國。
1985年5月23日至6月6日，中共中央军委扩大会议召开，中国城市改革自此全面展开，重点是国有企业的改革；中共中央军委主席邓小平宣布实行百万大裁军，改革开放初期军队建设要服从国家经济建设大局的路线，军队和军人在中国社会的地位有所降低。
1986年4月，第六届全国人大第四次会议批准国务院制定的国民经济和社会发展“七五”计划，通过了《中华人民共和国义务教育法》、《中华人民共和国外资企业法》。11月18日，中共中央、国务院转发《高技术研究发展计划纲要》。高技术研究发展计划又称“八六三”计划。《纲要》确定了7个领域中的15个主题项目，作为今后发展高技术的重点。12月2日六届全国人大常委会第18次会议通过了《中华人民共和国企业破产法(试行)》。
1987年5月12日，邓小平会见荷兰首相吕贝尔斯，谈及《改革开放使中国真正活跃起来》:234-235。1987年9月，深圳率先试行土地使用有偿出让，出让了一块5千多平方米的土地使用权、限期50年，揭开了国有土地使用制度改革的序幕。10月25日至11月1日举行中国共产党第十三次全国代表大会，政治報告指出：「由於『左』的積習很深，由於改革開放的阻力主要來自這種積習，所以從總體上説，克服僵化思想是相當長時期的主要任務。」:16代总书记赵紫阳做《沿着有中国特色的社会主义道路前进》的报告。报告阐述了社会主义初级阶段理论，提出了中共在社会主义初级阶段的“一个中心、两个基本点”的基本路线，制定了到下世纪中叶分三步走、实现现代化的发展战略，并提出了政治体制改革的任务。12月，深圳市公开拍卖了一块国有土地的使用权，这是中华人民共和国建立后首次进行的土地拍卖。同年，中央5号文件中去除了雇工数量的限制，"三不"原则改成十六字方针："允许存在，加强管理，兴利抑弊，逐步引导。"。
此期间的一个显着的发展是国家控制权力下放，让当地省级领导人尝试如何促进经济的增长和国有企业的私有化。名义上由地方政府控制的乡镇企业也逐步開始私有化。
与此同时，通货膨胀在1985年、1988年和1992年成为问题:105。拿固定工資的人看到有錢的私人經商者炫耀財富，抬高價格，威脅工薪階層的基本溫飽，使他們憤怒；鄉鎮企業從業者獲取原料和資金以自肥，企業家獲利部分來自鑽空子；「官倒」想方設法把社會財富入袋，守法的幹部收入停滯；農民工入城，加劇通脹:537。
另一方面，私营化在1992年以后开始加速，私营部门在GDP中所占的百分比也在上升。中国政府对民营经济的认识也在逐步深入：1984年和1988年时，中国政府将它称为国家部门的“补充”，例如1988年4月，第七届全国人大一次会议通过宪法修正案，在憲法第11条增加"国家允许私营企业经济在法律规定的范围内存在和发展。私营经济是社会主义公有制经济的补充。国家保护私营经济的合法权利和发展。对私营经济实行引导、监督和管理"。不過到了1999年，私營經濟被定为了社会主义市场经济的“重要组成部分”:19。

### 1989年至1992年
“……事情一爆發出來，就很明確。他們的根本口號主要是兩個，一是要打倒共产党，一是要推翻社会主义制度。他們的目的要建立一个完全西方附庸化的資產階級共和国。……黨的十一屆三中全会制定的路線、方針、政策，包括我們發展戰略的「三部曲」，正確不正確？……要堅定不移地執行黨的十一屆三中全會以來制定的一系列路線、方針、政策，要認真总结经验，对的要繼續坚持，失誤的要糾正，不足的要加点劲。總之，要總結現在，看到未來。”:303-308——邓小平〈在接见首都戒严部队军级以上干部时的讲话〉，1989年6月9日

1989年4月15日，曾为改革开放主要执行人之一的前中共中央总书记胡耀邦去世，引发了北京学生的悼念活动:274。悼念活动数日内演变为全国性抗议示威活动，参与者的诉求也变为了控制通貨膨脹、處理失業問題、解決官员貪腐、政府問責、扩大新聞自由與结社自由等:274。4月26日，《人民日报》发表四二六社论，定性此次事件为“资产阶级自由化动乱”。随后北京天安门广场等地爆发了大规模游行、抗议、示威、请愿以致绝食活动。直至5月20日，官方宣布在北京戒严，由国务院总理李鹏签署戒严令，中央军委下令集结军队向北京进发。
6月4日凌晨，解放军戒严部队开进北京，以武力强行驱散示威学生及群众，造成多人死伤。此次行动结束后被称为六四天安门事件。此次事件，一方面引发世界各国对中国的谴责和制裁，使中国与西方国家的关系恶化；另一方面使得当时以总书记赵紫阳为代表的改革派失势，中国国内反改革开放的保守派抬头，在当时对中国改革开放继续进行下去构成了很大威胁，并使改革开放面临着中断夭折的危险:11；中共领导层以加强无产阶级专政和防止“和平演变”为名，使得中国的改革开放和经济发展在此期间已经停滞甚至倒退。苏联等东欧共产党国家全面崩溃也加剧了形势的严峻性。江澤民擔任中共中央總書記的前三年（1989年至1991年）疏遠喬石、李瑞環等改革派，靠攏保守派。政治上强调“四项基本原则”；在經濟領域，他依靠姚依林、宋平，全面執行陳雲的鳥籠經濟路線，搞「治理整頓」，打擊地方、鄉鎮經濟。
1992年1月18日至2月21日，已经卸任所有职务的邓小平以普通党员的身份视察武昌、深圳、珠海、广州、上海，并发表重要的“南巡讲话”（后官方改稱“南方談話”，又称九二南巡或邓小平南巡）这些讲话要求中国共产党坚持改革开放的政策，声称“要警惕右，主要是防止‘左’”，并认为计划多一点还是市场多一点，不是社会主义与资本主义的本质区别。九二南巡成为了中国经济改革的又一个转折点。此后不久，经济改革政策复苏，政治改革进程则基本停止。
“不坚持社会主义，不改革开放，不发展经济，不改善人民生活，只能是死路一条。基本路线要管一百年，动摇不得。只有坚持这条路线，人民才会相信你，拥护你。谁要改变三中全会以来的路线、方针、政策，老百姓不答应，谁就会被打倒。这一点，我讲过几次。如果没有改革开放的成果，“六四”这个关我们闯不过，闯不过就乱，乱就打内战，“文化大革命”就是内战。为什么“六四”以后我们的国家能够很稳定？就是因为我们搞了改革开放，促进了经济发展，人民生活得到了改善。所以，军队、国家政权，都要维护这条道路、这个制度、这些政策。”:370-371、“改革开放胆子要大一些，敢於試驗，不能像小腳女人一樣。”:372、“判断的标准，应该主要看是否有利于发展社会主义社会的生产力，是否有利于增强社会主义国家的综合国力，是否有利于提高人民的生活水平。”:372、“计划多一点还是市场多一点，不是社会主义与资本主义的本质区别。……社会主义的本质，是解放生产力，发展生产力，消灭剥削，消除两极分化，最终达到共同富裕。”:373、“中国要警惕右，但主要是防止“左”。”:375、“抓住时机，发展自己，关键是发展经济。”:375、“发展才是硬道理。”:377、“要坚持两手抓，一手抓改革開放，一手抓打擊各種犯罪活動。这两只手都要硬。……两个文明建设都要超過他們（亞洲「四小龍」），这才是有中国特色的社会主义。”:378、“中国要出问题，还是出在共产党内部。对这个问题要清醒，要注意培养人，要按照“革命化、年輕化、知識化、專業化”的标准，选拔德才兼备的人进班子。……真正关系到大局的是这个事。”:380——鄧小平〈在武昌、深圳、珠海、上海等地的談話要點〉，1992年1月18日至2月21日

中共中央政治局1992年3月9日至3月10日在北京召開全體會議，由中共中央總書記江澤民主持，討論中國改革和發展，強調必須堅定不移貫徹執行「一個中心、兩個基本點」，抓住當前有利時機，加快改革開放步伐，集中精力把經濟建設搞上去，沿着有中國特色社會主義道路繼續前進；會議認為，解放和發展生產力，是中國共產黨領導人民建設社會主義根本任務，為此必須堅持以經濟建設為中心，堅持四項基本原則，堅持改革開放:1。政治局全體會議強調，改革開放膽子要大一些，勇於創新，敢於試驗，必須進一步解放思想，堅持實事求是；判斷姓「社」姓「資」，應該主要看是否有利於發展社會主義社會生產力，是否有利於提高人民生活水平:2。
|                | 什么社会主义、资本主义，我看只要是共产党让干的，就是社会主义。 |
| ——朱镕基，:207 |                                                                |

1992年6月，江澤民在中共中央黨校對省部級幹部進修班講話，深刻領會和全面落實鄧小平重要談話精神，表明「左」的表現主要是停留在過去對馬克思主義某些原則、某些本本教條式理解上，或者停留在過去對社會主義一些不科學認識上，或者停留在改革開放前那些不正確思想和政策上，而不是用馬克思主義分析客觀實際，因此不容易接受改革開放，甚至認為搞改革開放就會走向資本主義道路，仍用過去那種「階級鬥爭為綱」思想來影響以至衝擊經濟建設為中心；表現右主要是懷疑和否定四項基本原則，搞資產階級自由化，甚至制造政治動亂，企圖改變社會主義制度和改革開放正確方向:35-40。歷史上「左」錯誤泛濫時間長、影響深，帶着一些革命色彩，容易迷惑人，需要提醒領導幹部要特別注意防止「左」干擾，是妨礙生產力發展原有模式和做法主要阻力:41。同月，李瑞環宣傳貫徹鄧小平重要談話，說經濟建設中心地位一百年不變，思想政治工作不能搞「自我中心」、兩個中心或多中心，妨礙和干擾經濟建設發展；思想政治工作者必須強化為經濟建設服務，自覺服從和服務於經濟建設；思想政治工作就是要通過各種方式、方法和途徑，使群眾了解自己利益與責任，自覺為自己利益而奮鬥:47-54。同月，榮毅仁（中國國際信託投資公司董事長）堅持把實踐作為檢驗真理的唯一標準，改革開放成功不是靠本本，而是靠實踐，靠實事求是；鄧小平提出，要抓住機遇，發展自己，改革開放膽子再大一些，步子再快一些，使中國經濟發展隔幾年上一個台階，同時提出「不是鼓勵不切實際的高速度，還要扎扎實實，講求效益，穏步協調地發展」:57-62。
在1992年10月12日至18日中国共产党第十四次全国代表大会在北京举行，大会通过《中国共产党章程（修正案）》，将建设有中国特色社会主义的理论和党的基本路线写进党章。1992年后，改革开放的路线基本确定，中国從上到下进入了一个周边国际环境基本和平，国内社会維持稳定，经济长期快速增长的阶段，“八五”计划、“九五”计划、“十五”计划均得到了全面实施和基本完成。

### 1992年至2002年
90年代初，邓小平强迫中顾委主任陈云、中国国家主席杨尚昆等保守派元老退休并开始实行彻底的改革:114。邓小平在生前经过精心挑选后，将他的接班人定为两位热情的改革者——江泽民和朱镕基。同時中共十四大明确提出要建立社会主义市场经济体制，此後中國國企陸續建立现代企业制度。1992年，邓小平进行了著名的九二南巡，使得因为六四天安门事件而放缓甚至停滞的改革开放重新提速。一些知名的谈话内容和口号，譬如“猫论”、“不争论”、“三个有利于”甚至“摸论”，成为后来“邓小平理论”的重要部分，此后中共十四大把鄧小平“建设有中国特色社会主义的理论”写进中共党章（中共十五大正式命名“邓小平理论”）。「十四大」確認鄧小平的“建設有中國特色社會主義的理論”是「當代中國的馬克思主義」，要求把鄧小平理論與毛澤東思想看齊；會議又提出要審慎地推行政治體制改革，並強調精簡機構以提高行政效率，但不提撤銷黨組:174。在中共十四大上，鄧小平将年轻的胡锦涛提升成为中共中央政治局常委和中共中央书记处书记:11,24，胡锦涛常被认为是鄧小平为江澤民安排的继任者:238:91。1993年11月14日，中共中央通過由朱鎔基制定的《（市場）改革五十條》，該文件說明「社會主義市場經濟」，「就是使市場在國家宏觀調控下對資源配置起基礎作用」；文件又為企業、金融、財稅、投資及外貿等改革訂下目標和策略，故可說是中國建立「社會主義市場經濟體制」的總體規劃和行動綱領:175。受该因素影响，虽然邓小平于1997年逝世，改革开放依旧得以进行下去。

#### 过热和结构改革
此后，政府于1997年和1998年展开了大规模的私有化运动。除了少数大型垄断企业，所有的国有企业都遭到了清算，原属于国企的资产均被出售给了私人投资者，工人则大量下岗失业。1997年，全国人大删除了投机倒把罪。
2001年至2004年间，国有企业的数量减少了48％:573。此同时，江泽民和国务院总理朱镕基还降低关税、削弱贸易壁垒、制订更开放的法规；对银行体系进行改革；废除毛泽东时代的社会福利制度（如公费医疗、福利分房等）；将军事企业和解放军强行分离:116；减轻通货膨胀；于2001年12月加入世界贸易组织（WTO）。这些举动引起了一些群体，尤其是私有化国有企业下岗职工的不满:128，但也为中国创下了良好的经济格局。
到了2005年，内资民营经济在GDP中比重占到了49.7%，外商和港澳台的比重占到了15%左右。这一比重在此后继续扩大。同年，按购买力平价计算，中国取代日本成为亚洲最大、世界第二的经济体。但是，在石油业和银行业等行业，国有垄断企业仍然存在。

### 2002年至2012年
2002年中共十六大召开，倾向改革的江泽民和朱镕基等领导人开始卸任领导职务，倾向保守的胡锦涛和温家宝开始逆转原先的改革措施。观察员发现该届政府的政策加入了更多“平均主义”和“民粹主义”成分:129。胡温政府增加了对医疗保健部门的补贴和控制；停止了私有化的进行。正因如此，中国经济被自由派媒体评价为整体呈现出了“国进民退”的趋势。
为应对2007年-2008年環球金融危機，温家宝于2008年出台四万亿投资计划，这项投资造成了产能过剩、通货膨胀、巨额地方债务、银行坏账、生产率水平下降等问题，中国的经济结构为此遭到了长期破坏。许多学者都对其持负面评价，只有林毅夫等极少数学者支持该计划。而宽松的货币政策，导致大量资金流入商品房市场，房价暴涨了数倍，诱发了许多社会问题和家庭问题。
评论者认为朱镕基时代三大改革所积累下的财富在胡温体制下消耗殆尽。拥有特权的国有部门是政府投资的主要受益者，在新体制的推动下，大型“全国冠军”发展迅猛，拥有了与国外大公司展开竞争的能力。
但得益于四万亿投资计划在2008年世界金融危机之时，中国经济继续保持高速增长，并成功举办了中国历史上第一个奥运会，胡锦涛和温家宝执政十年，中国经济规模扩大了4倍。
2010年，中国的GDP总量超过日本（按国际汇率），成为世界第二大经济体。

### 2012年至2022年

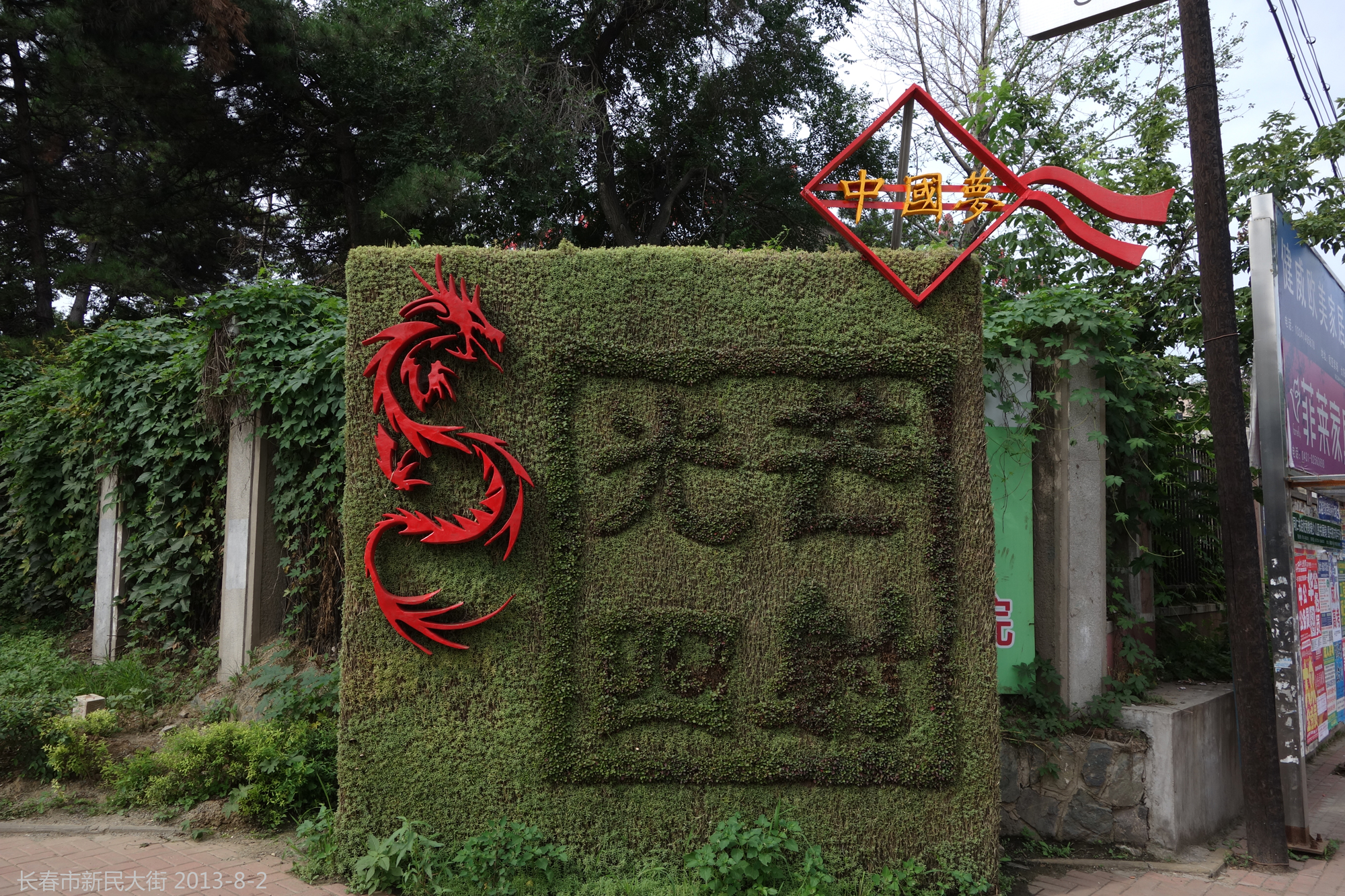
長春街頭的中国梦主題園藝

2012年11月中共十八大召开，习近平当选中共中央总书记和中央军委主席上台执政。随后，中国共产党扩大控制国有企业和民营企业，导致至少288家公司修改公司章程，反映了中共新的企业管理政策。与此同时，习近平、王岐山等人发动了大规模的反腐行动以及扫黑除恶专项斗争、政法队伍教育整顿等政治运动，但也有“选择性反腐”和权力斗争的质疑。
2013年9月29日，上海自由贸易区最先挂牌成立，成为中国第一个自由贸易试验区。9月，習近平到访哈萨克斯坦，提出共同建设“丝绸之路经济带”。習近平在同年10月於印度尼西亚国会演讲时提出共同建设21世纪“海上丝绸之路”。同年11月中共十八屆三中全會把“一带一路”升级为国家战略。同时通过《中共中央关于全面深化改革若干重大问题的决定》文件，内容包括改革国家和军队领导机构，完善税收制度，逐步放开计划生育，放宽民间投资准入行业，废除劳教体制，设立自由贸易区等。此后“全面深化改革”在各种政府文件和新闻中出现，被媒体解读为“中国改革新程的总纲领”。有分析认为，习近平新时代的“全面深化改革”与前几十年的“改革开放”相比省略了开放二字，或许意味着持续了三十五年的中国改革开放政策（1978年至2012年）已经结束，但以习近平为领导核心的中央领导集体却声称中国仍然会坚持改革开放，习近平也在诸多公开场合宣告中国将继续对外开放，且会加大开放幅度并提出“全面扩大开放”政策。。此后习近平时期的政策路线被中国官方统称“深化改革 扩大开放”。此外，外界和部分体制内人士则认为习的改革路线并没有遵循邓的政治体制改革道路，且改变了改革开放以来进行的政治体制改革方向，属于政治倒退，重新回到了毛泽东时代的体制，即党的最高领导人独揽大权的寡头政治以及“党领导一切”。
2017年4月，中国设立雄安新区是中国第19个国家级新区。中国政府对外宣传是“千年大计，国家大事”、”是继深圳经济特区和上海浦东新区之后又一具有全国意义的新区”，其主要任务是成为“北京非首都功能疏解集中承载地”。
2018年，中国共产党第十九届中央委员会开始推行“深化党和国家机构改革”，将部分国务院机构虚级化，由中共的党内机构承担实际职责。有学者和媒体认为本次机构改革是中国政治回归改革开放前“党政合一”的体制，作为最高国家行政机关的国务院权力被削弱，进一步加强中国共产党对政府的领导。3月，第十三届全国人民代表大会通过宪法修正案，取消国家主席和国家副主席任期限制。有观点认为此举终止了邓小平时代开始实行的“废除干部领导职务终身制”，不但破坏了集体领导制度和民主集中制，更让习近平有机会成为继毛泽东之后的终身领导人和独裁者。但也有支持观点认为，这样会使中国的政局长期处于稳定状态，让改革发展的相关政策不会因为政治不稳定而影响实施，对中国接下的发展来说，具有非常积极有效的影响。习近平在会见外国政要和中国官员时曾经解释，他“个人反对”终身制，修宪废除国家主席连任限制是因为中共中央总书记和中央军委主席这两个实权职务都没有限制连任次数，为了避免他担任的三个职务之间存在任期冲突才推动修宪，不过他并没有说明他会不会担任第三届或者更长任期的总书记和国家主席。同年12月18日，“庆祝改革开放40周年大会”在北京人民大会堂举行，大会由国务院总理李克强主持，中共中央总书记习近平发表重要讲话。大会表彰了100名改革开放杰出贡献人员，向他们颁授改革先锋奖章，并向10名国际友人颁授中国改革友谊奖章。
2019年8月9日，中国设立深圳中国特色社会主义先行示范区。2019年，中国大陆人均GDP突破一万美元。
2020年5月14日，中共中央政治局常务委员会会议提出，要构建「国内国际双循环相互促进的新发展格局」。6月1日，中共中央及国务院正式印发《海南自由贸易港建设总体方案》，正式计划将海南打造成自由贸易港。包括海南自贸试验区在内，截止2020年中国大陆共设立21个自由贸易试验区。2020年中国大陆人均GDP为10839美元，开始向高收入国家迈进，GDP突破100万亿人民币。
2021年6月10日，中国设立浙江共同富裕示范区，试图找出能解决中国目前遇到的收入差距，区域差距，城乡差距等发展难题的道路。6月10日，第十三届全国人民代表大会常务委员会第二十九次会议通过《中华人民共和国海南自由贸易港法》，赋予海南更大的自主权。法案中涉及自贸港内居民权变更、接入全球互联网、出入境政策及封关等深化改革创新与开放等内容。9月，北京证券交易所成立，是中国第一家公司制证券交易所。
2022年1月17日，中国国资委表示中国国有企业公司制改革基本完成，中共中央党政机关和直属事业单位所管理企业中公司制企业占比97.7%，地方国有企业中公司制企业占比99.9%。
2022年4月11日，中国政府发布《中共中央 国务院关于加快建设全国统一大市场的意见》文件，计划将中国大陆打造成一个统一的大市场，以求打破中国大陆内部的地方保护和市场分割。
2022年3月以來，中共中央總書記習近平多次發出指示，針對新冠疫情必須堅持清零政策，強調中國的防控方針是由黨的性質和宗旨決定的。2022年5月，國務院總理李克強在「全國穩住經濟大盤電視電話會議」上坦言，針對Omicron變異株的清零，使經濟在某些方面和一定程度上，比2020年原始疫情衝擊時還大。有分析認為，習近平主導的清零政策及伴隨的封鎖措施，嚴重地影響了中國經濟發展，繼續實行動態清零政策將使中國經濟持續處於衰退狀態。至2022年12月，在白紙運動后，中国政府颁布新十条，结束了持续三年的清零政策，管控造成中國的經濟危機因此得以舒緩。
2022年10月23日，中共二十届一中全会选举出新一届中央领导机构成员，习近平再次连任中共中央总书记和中共中央军委主席，开启史无前例的第三任期，习近平派系基本上占据中央政治局全部席位，部分媒體認為，44年的改革開放結束。

### 2022年至今
2023年3月10日，習近平在十四屆全國人大一次會議上第三次當選為中華人民共和國主席，是中華人民共和國歷史上第一位任期超過十年的國家主席，任期超越包括毛澤東在內的歷任國家主席。
2023年6月25日，中国国务院正式批准设立雄安综合保税区。
2023年6月28日，在第十四届全国人民代表大会常务委员会第三次会议通过的《中华人民共和国对外关系法》第四条规定，中华人民共和国坚持对外开放基本国策。
2023年11月1日，新疆自由贸易试验区正式挂牌成立，为中国大陆第22个自由贸易试验区，中国宣布新疆自贸易试验区将被赋予更大改革自主权。
2023年11月24日，中国外交部宣布在2023年12月1日至2024年11月30日期间对法国、德国、意大利、荷兰、西班牙、马来西亚6国实行单方面15天入境免签政策。
2023年12月15日，中国国家外汇管理局宣布在上海市、江苏省、广东省、北京市、浙江省、海南省等地区进行跨境贸易投资高水平开放试点，试行促进跨境贸易和投融资便利化政策。
2024年1月24日， 中国政府发布《浦东新区综合改革试点实施方案（2023－2027年）》。
2024年3月1日，位于广东省珠海市的横琴粤澳深度合作区正式实施封关运行。
2024年3月19日，中国政府发布《扎实推进高水平对外开放更大力度吸引和利用外资行动方案》，计划通过扩大外国资本在大陆的可投资领域，优化营商环境等措施来吸引更多外资投资。
2024年11月1日，中国商务部、中国证监会、国务院国资委、税务总局、市场监管总局、国家外汇局六部门联合发布新修订的《外国投资者对上市公司战略投资管理办法》。修订后《外国投资者对上市公司战略投资管理办法》进一步拓宽外资投资门槛，新增允许外国自然人实施战略投资、放宽外国投资者的资产要求、允许通过要约收购进行战略投资，降低持股比例和持股锁定期等内容。
2025年4月21日，中共中央 国务院发布《关于实施自由贸易试验区提升战略的意见》，提出允许区内企业以保税物流方式开展不同税号下含金矿砂的物理混配业务，允许免予办理进口药品通关单，允许食品用途的食药物质按实际用途通关，推动电子提单、电子仓单等电子票据应用，推动电子签名在国际联运无纸化运输领域的应用，允许符合条件的区内外资企业开展电影后期制作服务，支持符合条件的港澳台医生取得医师资格证书后在区内开设诊所，允许境外知名仲裁机构在符合条件的自由贸易试验区设立业务机构，支持有条件的试验区开展民用无人驾驶航空试验基地（试验区）建设，允许以保税物流方式开展不同税号的高、低硫燃料油混兑调和业务，允许液化天然气作为国际航行船舶燃料享受保税政策，扩大跨国公司本外币一体化资金池业务试点，支持符合条件的自由贸易试验区开展合格境外有限合伙人试点，推进以境内期货特定品种为主的期货市场开放等政策。

## 措施与内容

### 对内改革

#### 農村改革

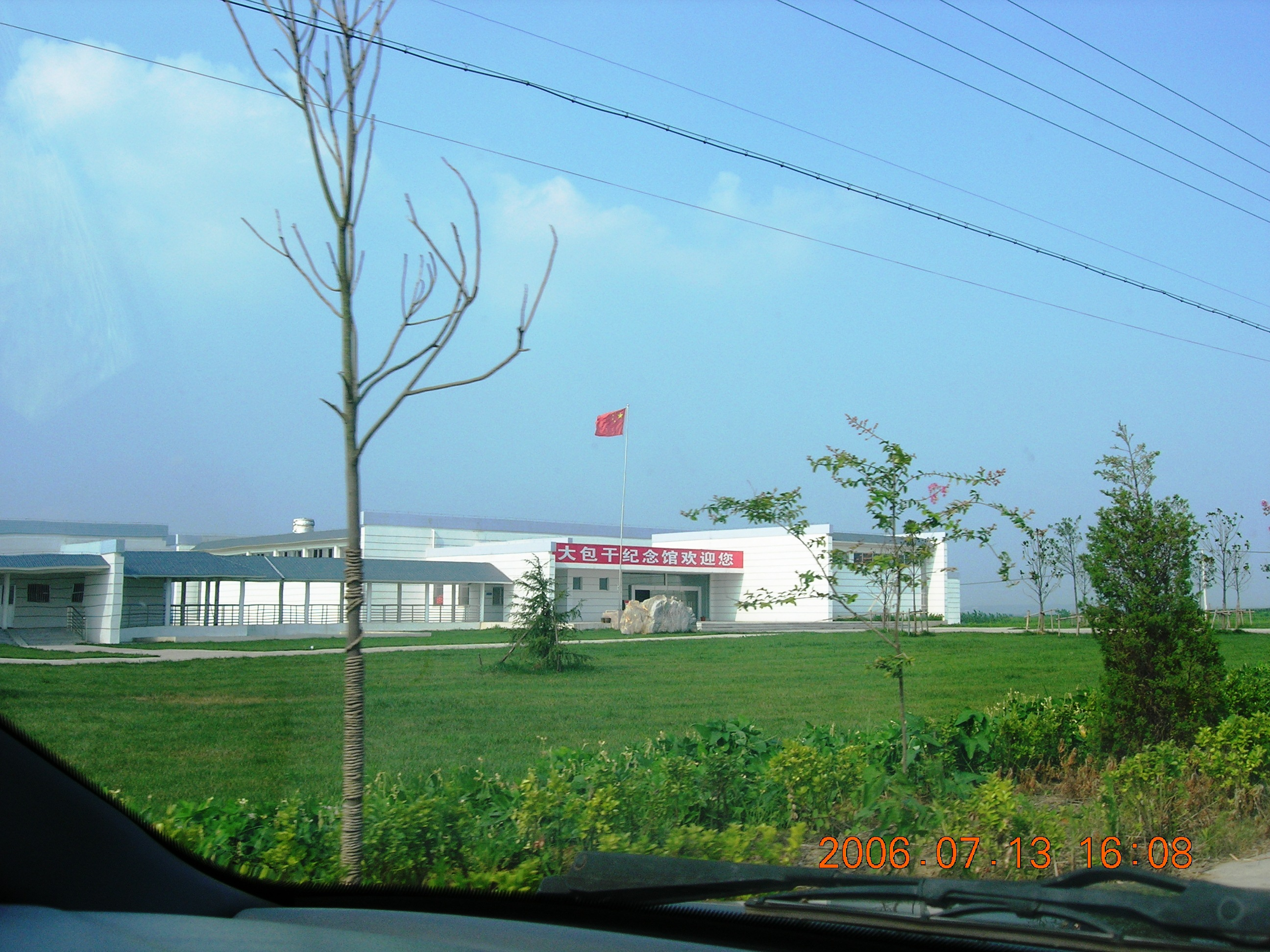
安徽凤阳小岗村的“大包干”纪念馆

在改革前的时期，中国农业的绩效极差，粮食短缺现象十分普遍:478。中國大陸農村地區自1958年北戴河會議後建立了全國範圍的人民公社，將農民手中的一切個人財產與生產資料劃歸公有，生產生活的指導權過於集中，並且在產品分配上採取了较为絕對的平均主義來分配，造成“幹多幹少一個樣，幹好幹坏一個樣”的局面，雖然這種體制在產品相對充裕時可以有效地減少自然災害為個人帶來的損失，但也挫傷了農民生產的積極性。
1978年，中國安徽省面臨旱災，當地鳳陽縣小井庄、小崗村等地的農民決定實行包產到戶，均分小隊下轄的土地與勞動工具，展開自負盈虧的農業生產——這在人民公社下是屬於私分共有財產的重罪。然而這兩個村在當年的農業收入中就創造了驚人的成績，這件事情不久就被上報至中共中央，雖然中共中央在1979年的《关于加快农业发展若干问题的决定》中依然規定不得私分田地，但這種行為早在1978年安徽、四川兩省便已試行包產到組、包產到戶的農業生產責任制，並取得了在災年農業生產超過往年的成績。
1980年5月31日，鄧小平在中共中央的講話中公開支持了這項措施。不久，在中國所有的農村都開始強制實行以家庭聯產承包責任制為主要形式的體制轉變，這種決定在堅持土地最終所有權為國家的情況下，許可農民自行生產、自負盈虧，只繳納部分農業產品。並鼓勵農村發展鄉鎮企業和農業副業，向專業化、商品化的方向繼續發展，並廢除了不適合農村生產力發展的人民公社體制。
名义上新体制使农业生产得到大发展，农村开始富裕起来；实际数据表明，改革后，农业产量增速放缓，农业基础设施成为无人料理的公共物品，随着农业生产开始向专业化、商品化、社会化发展，农产品和工业品之间的价格剪刀差拉大，由于信息不对称，孤立的农民无法了解农产品的市场价格，无法形成对农民有利的农产品市场，农业收入下降；而原有的农村乡镇企业被乡镇领导私自占有后迅速发展起来。
同時，人民公社的解體也導致了原本農村的合作醫療制度迅速消失，造成了中國農村和城市地區的進一步分化。並且在包產到戶以後，小農經濟不再適合農業集體化，公社時期大規模建造的水利灌溉設施，由於無法召集大規模人力維修，而不斷破損。同樣在公社時期的大規模新墾高產、穩產田運動，也無法繼續。集體化的消失也打斷了在人民公社時期，農村逐漸開始發展的機械化，在另一個層面上使得農村更加落後。不僅如此，公社解體後，傍依公社生存的部分鄉鎮企業也無法繼續經營，最終全部破產或者通過改制而私有化。
多数人認為中國農村的改革取得的成效使得当时佔全中國人口70%以上的農民逐步擺脫了貧困，並促使部分農民先于其他地區先富裕起來。同時農業的改革雖然在初期颇有成效，但隨著中國全方位對外開放的逐渐深入，農村的發展开始低於城市地區的發展速度甚至至今两者之间已经有了巨大的差距，这導致中國出現了令世界關注的貧富分化現象——這在強調以共同富裕為最終目標的社會主義制度下是難以想象的。由於步入20世紀，90年代來中國政府並沒有對農村地區貧富分化抱以足夠的關注，事態逐步成為中國迅速發展，建設全面小康社會，實現全面復興的最大障礙——三農問題。
自2002年以來，中國最高行政文件中央一號文件連續強調三農問題對中國建設的影響，中國政府也開始重新調整農業地區的政策。
2006年，中国废止农业税条例，中国向农民征收农业税的历史终于结束，经改革开放农业改革，中国农村经济发生了质的变化。

#### 城市改革和工人階級
1956年三大改造完成后，公有制經濟（尤其是國營經濟）佔據了90%以上的工業總產值。而且企業的生產經營脫離市場，一切產品生產由政府下達訂單；而掌握企業主導權的並不是工廠廠長，而是國家委派的幹部——公方代表或上级党委委派的党支部书记。無論是國營企業還是極少部分的私營企業，工人一律不得被辭退，也沒有相應的破產措施，部分虧損嚴重的企業只得由國家背負這些不良資產。缺乏競爭、不負盈虧的企業主觀上沒有研發新科技、擴大再生產的動機，結果在同期世界上大部分資本主義國家都抓住了科技革命帶來的機遇，導致中國與其他國家的差距越來越大。
農村地區6年多的改革令中國的領導人看到了改革帶來的巨大動力，轉而着手對中國城市經濟進行改革。1984年10月，中國共產黨十二屆三中全會發表《關於經濟體制改革的決定》，標誌著城市改革的開始，並在1985年全面展開。
鄧小平在1977年全國科學技術大會上便提出以科學技術帶動社會生產力。1985年的改革更進一步打破了原有的計劃經濟理念：政府一方面擴大了企業的自主權，遣返私營企業中的公方代表，引入市場經濟中的許多觀念，發展為社会主义市场经济。时任中共中央顾问委员会主任邓小平说：“改革开放胆子要大一些，敢于试验，不能像小脚女人一样。看准了的，就大胆地试，大胆地闯。”政府認可了私營企業對中國經濟的貢獻和所處地位，並鼓勵非公有制經濟成分進一步發展以帶動中國經濟，打破了中國經濟公有制成分一枝獨秀的局面；抽回公方代表，逐步放寬私營企業的經營自主權。將企業納入宏觀經濟的管轄範圍内，與市場調節作用相結合；對於生產盈利不再堅持一刀切的均分政策，轉而以按勞分配為主要的分配方式，以不再堅持共同富裕為代價換來了企業的生產活力。對國有經濟成分進行改組，由政府絕對控制經營轉為政府擁有企業的絕對決策權，將一半經濟活動權下放給企業，支持並鼓勵負債企業兼併或破產——這極大地動搖了工人心目中共產黨和社會主義的形象，自中華人民共和國建國以來政治地位極高的工人群體被改革開放引入的政策所衝擊，伴隨着各地國營企業的關閉，全國約有數百萬工人失業。中国政府引入下崗再就業政策（譬如“红帽子工程”），大量減少了失業人口，缓解了工人的不满。由此，「改革开放的成功如果没有工人阶级的支持以及下岗职工的奉献和牺牲也是不可能的。国家现在所积累的巨大物质财富，也有他们的一份功劳。」
城市改革取得的進展一度成效不大，反而在原有計劃經濟理論遭到抛棄的情況下引發了國内民眾的思想混亂。加之1985年以來政府不斷放寬思想言論控制，原先身為“封資修大毒草”的資本主義意識形態開始被部分知識分子所接受，對西方民主的嚮往與追求成為日後兩次大規模民众運動興起的原因之一。1989年后，政府再度放緩城市改革步伐，轉而開始控制國内混亂的思想。1992年過後，政府再度對城市的體制進行改革，並不斷將各種政治決策公開化，並設立聽證會以便于民眾參與政治決策。
自1989年發生「六四事件」後，蘇聯、東歐和東德共产主义阵营随之垮台，中國共產黨的立場日趨保守，政治改革步伐放緩，黨内也出現了重提階級鬥爭觀念的聲音。為維護改革開放的大局，邓小平再度出面，南下巡視中國數個設立經濟特區的省份，發表了事後稱為“南巡講話”的發言，提出「发展才是硬道理」，利用個人威望重新將改革開放的政策穩定下來，並成為中國共產黨執政政策的“兩個基本點”之一。這場講話確保了今後中國政府既定國策的穩固，也逐步將中國經濟實力帶上一個又一個新臺階。

#### 服务业

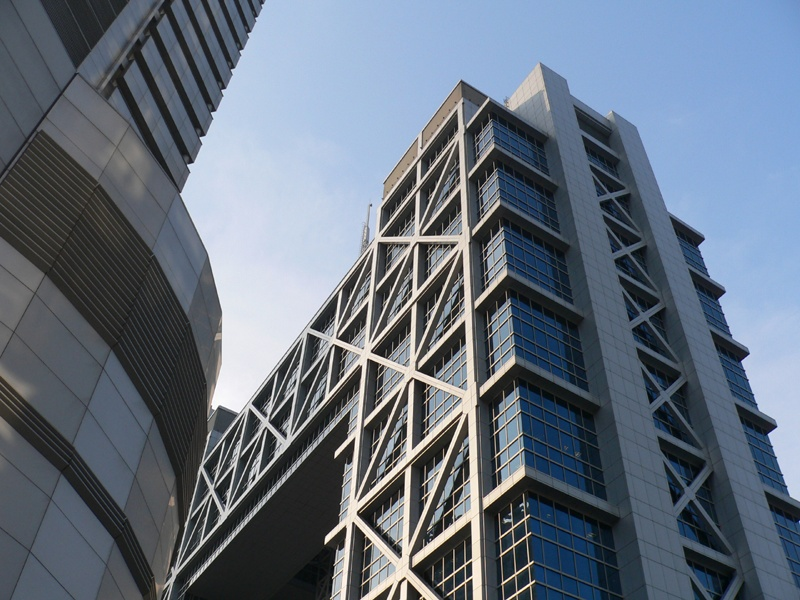
上海证券交易所

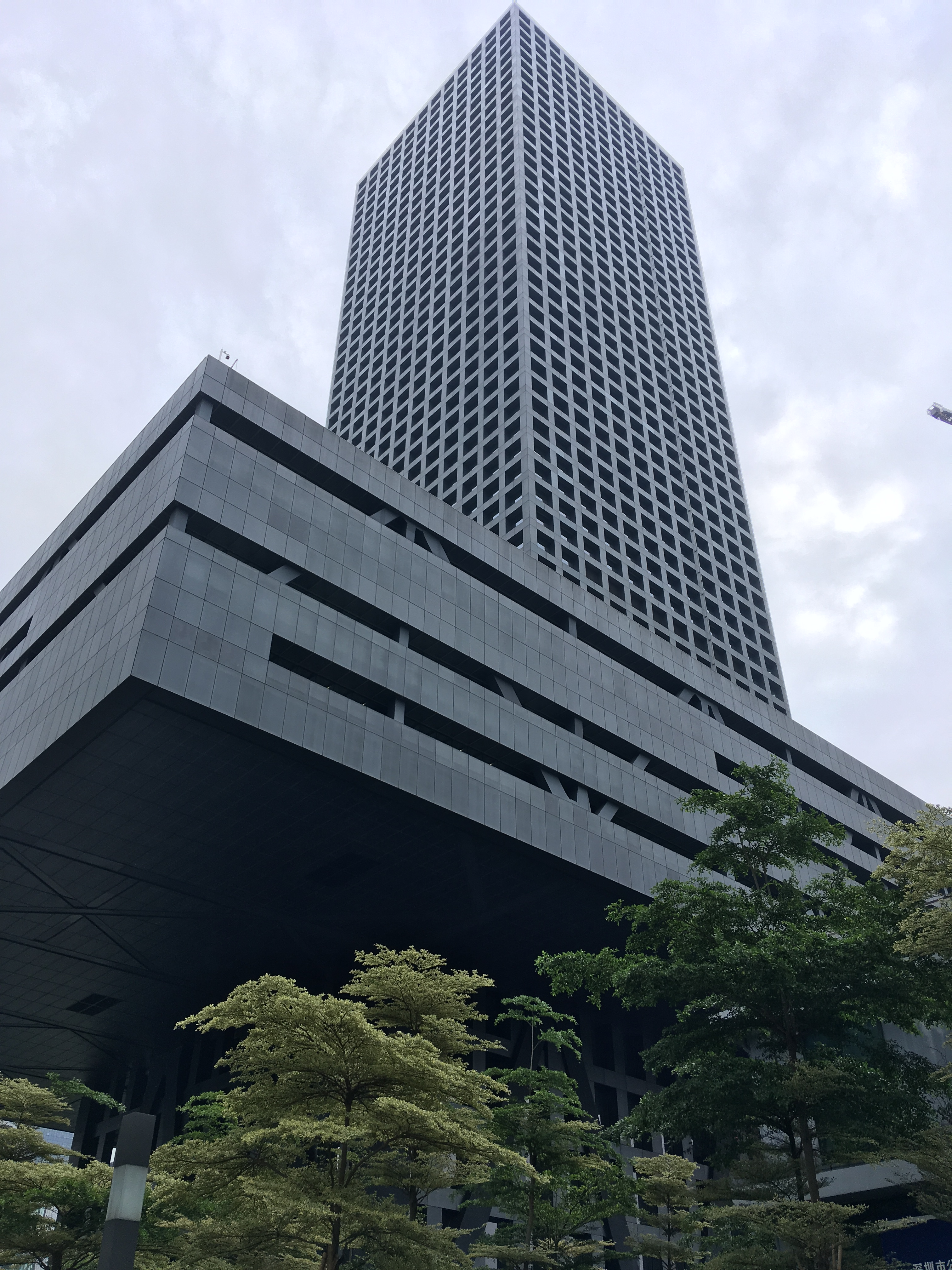
深圳证券交易所

20世纪90年代，金融业自由化:339。中国于2001年12月加入世界贸易组织（WTO）后，服务业被解释为可开放的，外商投资获准；零售、批发和分销的限制也已经结束:657。银行业、金融服务业、保险业和电信业也向国外投资开放:658-659。
中国的银行业由四家大型国有银行（中国工商银行、中国银行、中国建设银行和中国农业银行）主导，而它们在很大程度上是低效和垄断的:522。中国最大的银行——中国工商银行，是世界上规模最大的银行。由于国家管理效率低下，这些金融部门被普遍视为中国经济的累赘:866。不良贷款主要由地方政府和无法盈利的国企出于政治目的进行:523，尤其是保持低失业率的政治目标，是金融体系和经济的一大拖累。中华人民共和国政府随后对这些银行展开了资本重组。2000年，这些银行在GDP中的比重高达22％以上；到了2006年，它们在GDP中的比例下降到了6.3%，总额约为1,600亿美元:528。观察家们建议通过银行体系私有化来解决该问题，4家银行在股市上市时，这一建议得到了部分执行:530。由于中国的两大金融交易市场（上海证券交易所和深圳证券交易所），只占到GDP的11％，因此在筹集资本方面相对无效:514。
到20世纪80年代，广告在实现邓小平推进的现代化目标的作用得到了广泛的重视。中国政府仍然在毛泽东时代的平均主义理想上大作表面文章，但这并没有抑制消费主义的增长。

### 對外開放

#### 外交政策
1978年11月，中国国务院副总理邓小平出访新加坡，与时任新加坡总理李光耀举行会谈，并谈到改革开放要借鉴“新加坡的经验””。期间，邓小平代表中国共产党和中国政府承认并改正了两个错误：一是改变保守自闭，主张对外开放，引进外资；二是接受李光耀的建议，不再搞革命输出，大大改善了中国的对外关系。此前，中国共产党及中国政府（尤其在毛泽东时代）在东南亚地区大力输出共产主义革命，援助了包括印尼共产党、马来西亚共产党、越南共产党、柬埔寨红色高棉、老挝共产党、缅甸共产党在内的各国共产党组织和游击队，导致部分地区排华情绪严重，造成大量人员伤亡和财产损失。改革开放后，为了对抗苏联，中国共产党及中国政府依然对柬埔寨红色高棉提供了长期军事援助，至1993年柬埔寨大选后中国才停止对红色高棉的援助。
与此同时，1978年邓小平作出扩大派遣留学生的战略决策，自此中华人民共和国成千上万的学生开始留学海外。1989年，“六四事件”发生后，邓小平提出了“冷静观察”、“沉着应付”、“韬光养晦”、“决不当头”、“善于守拙”、“有所作为”等中国的外交战略，后被归结为“韬光养晦、有所作为”的八字战略方针。

#### 经济特区

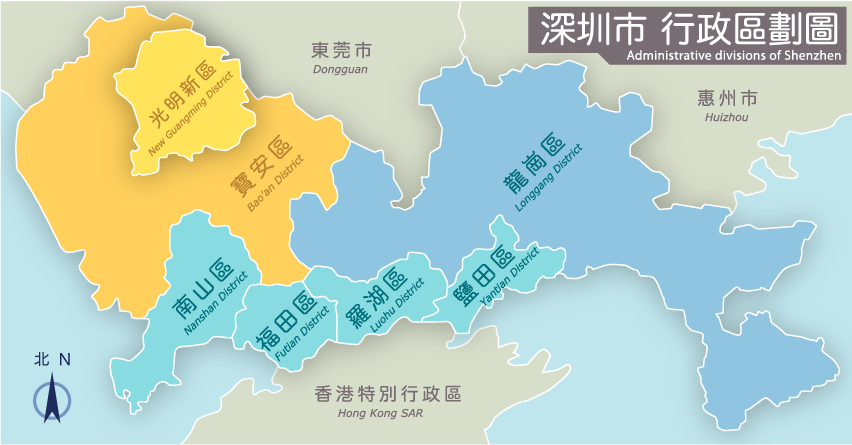
深圳下四區被劃為特區而大幅成長大廈高樓林立

中華人民共和國在1979年以前對外貿易值只佔經濟比重很小的一部分，这一情况源自于毛澤東“内無内債、外無外債”的政策。但一些海外華僑的主要集散地廣東、福建經常有一些華僑在自己的祖籍所在地開辦工廠。1979年，中國政府決定放寬對對外貿易的限制，給予廣東、福建兩省的對外經濟活動的三來一補特殊政策。1年后在鄧小平的大力支持下，廣東省深圳、珠海、汕頭及福建省廈門四個地區宣佈改制為對外經濟特區。
1979年1月31日，深圳蛇口工业区正式建立，成为中国对外开放的第一个试验区，在袁庚等人的领导下逐渐发展出了“蛇口模式”、诞生了知名的口号“时间就是金钱，效率就是生命”，此后向全国推广。1984年1月，邓小平首次考察深圳，肯定了“深圳速度”，认为“深圳的发展和经验证明，我们建立经济特区的政策是正确的。” 1980年代，在袁庚的推动下，中华人民共和国第一家由企业创办的股份制商业银行——招商银行、第一家由企业创办的商业保险机构——平安保险，先后在蛇口成立。

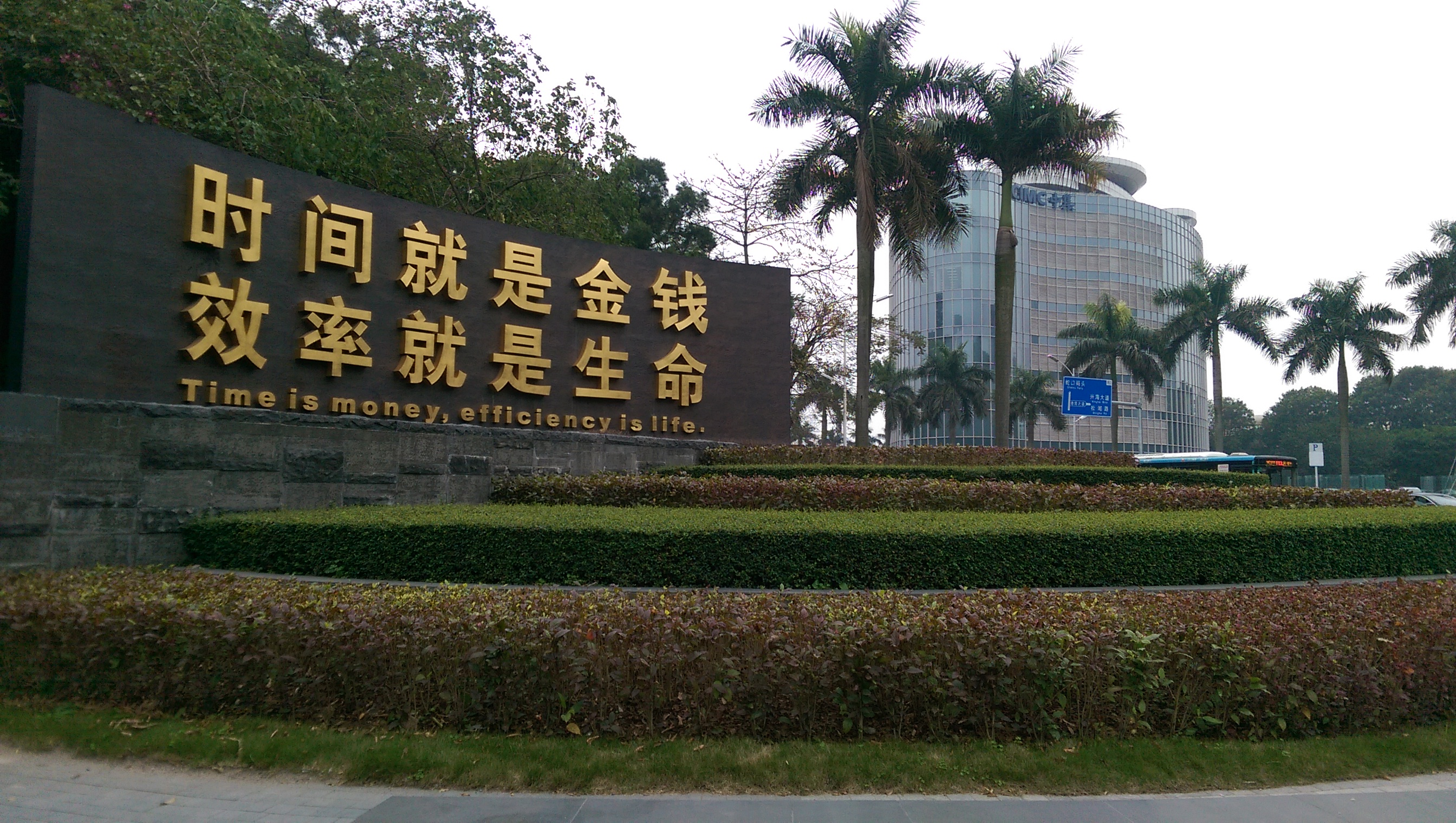
位于深圳市蛇口工业区的知名标语“时间就是金钱，效率就是生命”

參考的發展经验，將加工裝配、合資經營作為主要的外貿形式，並許可了少量外商獨資企業存在，意图從中學習領先的科學技術和優秀的經營方式。改革開放的四個試點城市的发展模式在1984年鄧小平南下巡視時被给予充分肯定。在1984年進一步開放了广州、上海、天津等14個作为“沿海開放城市”，並將環渤海地區、長江、珠江、廈漳泉三角洲地區辟為經濟開放區。對外開放的4個試點在很短的時間内就取得了驚人的進步，深圳從一個泥灣村落發展為與深圳一河之隔的香港不相上下的繁榮都市。其餘三地也成為80年代初中國經濟的巨大亮點。隨後開放的14個城市也取得年均10%以上的經濟增長。1988年，感受到對外貿易帶來的巨大經濟效益后，中國政府將海南单独设省后全省對外開放，成為中國最大的對外開放區。同時對外開放的地點也隨著沿海向内陸地區發展。而現在各省各市均有權規劃土地，並在國務院批准后設立對外開放區。这成為刺激中國經濟起飛的一大因素。
不過改革開放初期，出於對共產政權的不信任，加上中华人民共和国自1949年開始，在對外交流方面，接近鎖國狀態，很少人對當時中國大陆有所了解。因此改革開放湧來的外資，最初是以香港資金（港資）佔最大比重，達百分之八十。直至2011年全年，名义上港資仍佔外資比例達66.3%（投資金額770.11億美元），是内地吸收外资的最大来源地（实际上一部分港资来源于其他地方，包括中国内地本身）。

#### 国家级新区
国家级新区是承担中国重大发展和改革开放战略任务的综合功能区。国家级新区属于城市新区的范畴，是依托旧有城区建立的新城区，具有一定的独立性和完整性，依托的城市一般是中国具有影响力的国家中心城市或区域中心城市。在行政级别上，国家级新区由国务院批复，相比由所在城市政府批复成立的省市级城市新区，其产生背景和开发建设具有国家意志的属性。因此，其行政等级普遍高配一级或半级，以调动更多的资源。 至2020年中国共设立19个国家级新区，国家发改委要求各个国家级新区围绕1至2个重点问题开展体制机制创新探索，形成可推广的经验，以便推广到其他区域。
- 1992年10月，浦东新区成为中国政府批准的第一个国家级新区，曾经改革开放的前沿，如今是中国金融产业最发达的地区之一，也是全国唯一以金融、保险和证券及商贸为主要产业的国家级开发区。2021年6月7日，全国人大常委会拟授权上海市人民代表大会及其常委会制定浦东新区法规[242]。

- 2017年4月，雄安新区成为中国大陆第19个国家级新区，中国政府对外宣称是“千年大计，国家大事”、“是继深圳經濟特區和上海浦东新区之后又一具有全国意义的新区”，该新区是“北京非首都功能疏解集中承载地”[243]。

#### 自由贸易区

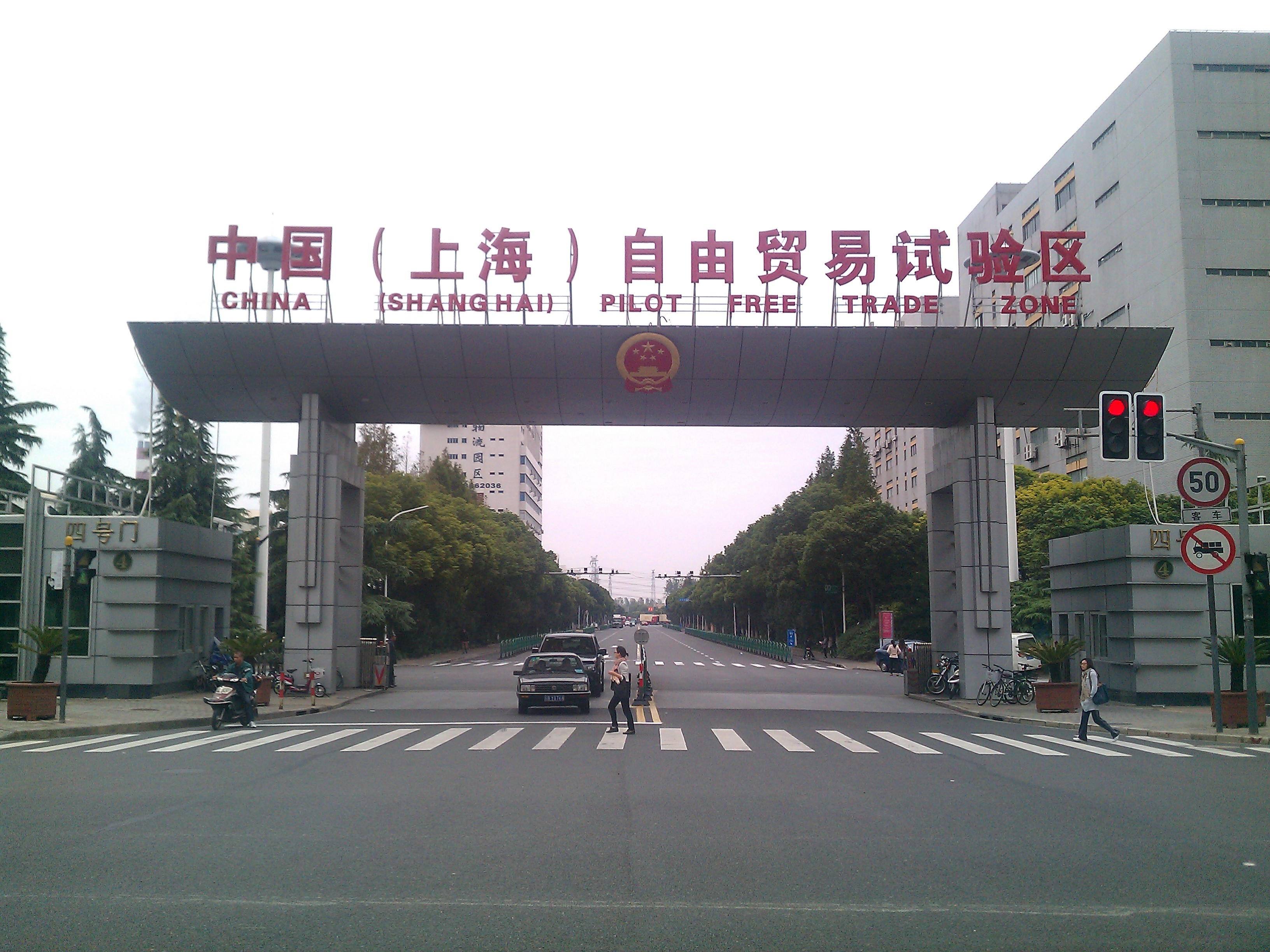
上海自贸区

自由贸易园区是指在主权国家或者地区的关境以外，划出特定的区域，准许外国商品豁免关税自由进出，自由贸易试验区中华人民共和国经济新的试验田，实行政府职能转变、金融制度、贸易服务、外商投资和税收政策等多项改革措施。截止2020年，中国大陆31个省级行政区中已有21个被批准建立自由贸易实验区。中国政府赋予了试验区相当大的自主权，包括在试验区放宽外商投资建设各种限制，放宽土地使用权限，允许自贸试验区自己推出税收政策等。
- 作为第一个自贸试验区，中国（上海）自由贸易试验区在2013年8月正式成立[246]，该试验区成立时，以上海外高桥保税区为核心，辅之以上海浦东机场综合保税区和洋山港临港新城，将大力推动上海市转口、离岸业务的发展，推动货币兑换自由。
- 位于中国东北的黑龙江自贸试验区目标是打造对俄罗斯及东北亚区域合作的中心枢纽，提出了加快实体经济转型升级、推进创新驱动发展和建设面向俄罗斯及东北亚的交通物流枢纽。
- 西南的云南自贸试验区目标是打造“一带一路”和长江经济带互联互通的重要通道，建设连接南亚东南亚大通道的重要节点，推动形成中国面向南亚东南亚辐射中心、开放前沿，提出了创新沿边跨境经济合作模式和加大科技领域国际合作力度等。

#### 自由贸易港
海南自由贸易港是中国政府计划在海南自由贸易试验区更进一部建设的自由港。相比之前的自由贸易试验区，海南自贸港被赋予了更大的权限，实行零关税，封关管理，更大开放金融，农业，教育，科研，医药，体育，航天，文物等领域的资本准入，《海南自由贸易港法案》发布后，更赋予了海南自贸港更大的自治权和不违宪前提的立法权。中国政府甚至一度试图在海南自贸港"试水”博彩行业发展赛马，结果期间引发极大的争议，最终被海南省自行否决。
海南自由贸易港是中国大陆首次在省级行政区对多个重要的政治及经济框架进行大幅度开放性经济改革，改革范围包括海关，自由贸易，外国企业设立实体产业及投资，产权保护，移民及人口流动，金融，税收，经济事务立法权等极多个方面全面进行的。同时海南自由贸易港将直接接受由中国国务院框架下的国家发展改革委、财政部、商务部、中国人民银行、海关总署等部委派出驻地干部在海南实地指导工作。
2021年6月10日，第十三届全国人民代表大会常务委员会第二十九次会议通过《中华人民共和国海南自由贸易港法》，法案中涉及自贸港内居民权变更、接入全球互联网、出入境政策及封关等深化改革创新与开放之内容。授权后海南可以进行相当程度的改革与自治，在管理制度上将与内地有所区别，2023年，海南开始进行封关作业，计划2025年底前实现全岛封关运作。

#### 国际合作
作为对外开放的一部分，改革开放后中国开始积极参与国际和区域合作组织。
- 1980年，中华人民共和国恢复国际货币基金组织代表权[258]。
- 1991年，中国加入亚太经济合作组织（APEC）[259]。
- 2001年，中国在美国等国的支持下加入世界贸易组织（WTO）[260]，外贸开始快速发展，并在2014年成为世界上第一大出口国和第二大进口国[261]。
- 2001年6月，中国和俄罗斯、哈萨克斯坦、吉尔吉斯斯坦、塔吉克斯坦和乌兹别克斯坦6国一同创立上海合作组织[262]。
- 2010年，中国—东盟自由贸易区全面启动。
- 2013年，中国官方提出“一带一路”项目，其范围涵盖中国历史上丝绸之路和海上丝绸之路行經的中国大陆、中亚、北亚和西亚、印度洋沿岸、地中海沿岸、南美洲、大西洋地區的国家[263]。主要目的是投资开放中亚，南亚，东南亚，西亚，非洲等地的基础设施，开发当地市场加强与当地的贸易以改善中国对西方欧美市场的依赖，同时保障中国粮食和能源的供给安全，消耗中国的过剩产能，同时带动中国中西部的发展，提高中国在世界的影响力[264]。（相关内容：丝路基金、一带一路国际合作高峰论坛）
- 2016年1月，亚洲基础设施投资银行（简称亚投行）在北京开业。
- 2016年9月，二十国集团峰会在中国杭州市举办，这是中国首次举办G20峰会[265]。
- 2020年11月，《区域全面经济伙伴关系协定（RCEP）》正式签订，该协定是由东南亚国家联盟十国发起，由中华人民共和国、日本、韩国、澳大利亚、新西兰等与东盟有自由贸易协定的五国共同参加，共计15个国家所构成的高级自由贸易协定。该协定超越了歐盟自由貿易区成為世界上最大自由贸易经济区域。

#### 单边开放
从2023年开始中华人民共和国对大量亚欧非国家實施降低關稅、簽證豁免、加大中方投資和开放外资投资限制等政策，被称为“单边开放”。在中国共产党的二十届三中全会推出《中共中央关于进一步全面深化改革、推进中国式现代化的决定》中提出中国将“扩大对最不发达国家单边开放”。香港中文大学（深圳）公共政策学院院长郑永年认为单边开放政策“具备重塑全球贸易格局的能力”。“不僅可能促使美國的「兩極化」演變成「自我孤立主義」，也能加速推動國際秩序重塑”。

## 外部援助和投资

### 发达国家
1978年5月，中国国务院副总理谷牧率领考察团前往欧洲五国考察，包括法国、德国、瑞士、丹麦以及比利时，前往学习发展经验、介绍中国市场。1978年10月，中国国务院副总理邓小平率团访问日本、考察学习，签署了《中日和平友好条约》，此后中日两国之间各领域、各层次的交流和合作迅速增多。邓小平在访日期间谈到：“首先承认我们的落后，长得很丑却要打扮得像美人一样，那是不行的。…… 这次到日本来，就是要向日本请教。我们向一切发达国家请教。” 1979年1月，中美建交。
改革开放期间，美国、日本、法国、德国、英国等发达国家对中华人民共和国的作法表示支持、并提供了包括无偿援助在内的各种形式的援助，截止2009年中国接收的无偿援助近67亿美元（约469亿人民币）。其它欧洲国家也积极参与对华援助，仅在2002年-2006年间，欧盟就计划向中方提供2.5亿欧元的无偿援助（5000万欧元/年）。与此同时，众多海外企业进入中国市场，截止2006年世界500强企业中有400多家进入中国市场，也有相当数量的中国企业开辟了海外市场，中国市场也逐渐成为相关国家工业产品的最大销售市场。
| 国家 | 援助开始 | 援助终止        | 援助内容 |
| ---- | -------- | --------------- | --- |
| 日本 | 1979年   | 2018年          | - 截止2018年10月，日本宣布终止对华援助，近40年来日本通过其政府开发援助计划（日本对华ODA），成为中国改革开放以来的最大援助国，对华援助总额达3.65万亿日元（折合约230亿美元），还包括众多技术、理念和人才的支持。其中，中国的三北防护林、北京首都机场、北京地铁一号线、重庆轨道交通单轨二号线、中日友好医院、中日友好环境保护中心等项目均得到日本方面的援助。 - 截止2010年，中国超越日本成为世界第2大经济体，而根据日本外务省官方数据，日本通过ODA向中国提供了33164.86亿日元（约2638亿元人民币）的开发优惠贷款、1557.86亿日元（约124亿元人民币）的无偿援助、1739.16亿日元（约138亿元人民币）的技术合作资金，总金额高达36461.88亿日元（约2900亿人民币）；日本对中国的援助占中国总外援的66.9%、涉及项目达200余个。 - 1972年，日本与中华人民共和国建交。 |
| 美国 | 1980年   |                 | - 2020年，美国对华援助削减了52%，从2019年的6200万美元削减到了2020年的3000万美元。 - 截止2019年6月，依据美国政府数据，2018年美中贸易逆差达4100多亿美元，而中国政府数据显示为1500多亿美元。 - 截止2012年，美国对华援助总额约为5.56亿美元，涵盖藏人社区文化保存、艾滋病预防与治疗等30余种援助项目。1999财年-2012财年，美国对华援助总额约为5.36亿美元；其中，2001年，在美国的协助下，中国成功加入世界贸易组织。 - 截止1998财年，美国对华援助达1941万美元。 - 1979年，美国和中华人民共和国建交。 |
| 德国 | 1982年   | 2010年 （传统） | - 截止2019年，德国向中国提供的发展援助已达100亿欧元。 - 截止2011年，德国向中国提供了12.1亿美元无偿援助、中国成为了德国政府对外无偿援助的最大受援国。 - 2010年起，德国正式停止对华传统援助，但德国经合部仍通过其区域合作基金对华开展合作。 - 1982年10月13日，中德两国政府签署了技术合作总协定，德国政府开始对华提供无偿援助。 - 1972年，德国和中华人民共和国建交。 |
| 法國 | 2004年   |                 | - 截止2009年，法国开发署向中国提供的无附带条件贷款总金额达5.52亿欧元，主要用于能源、公路、铁路、电站等项目建设。 - 2004年10月，中法签署了《中华人民共和国财政部与法国开发署合作框架协议》，法国开发署每年对华提供总额约1.2-1.5亿欧元不附带条件官方发展援助贷款，主要用于改善全球大气环境领域项目。 - 1964年，法国和中华人民共和国建交。 |
| 英国 | 1997年   | 2011年 （传统） | - 2021年，英国将把对华援助预算削减95%，仅剩不到100万英镑，将从1800万英镑减少至90万英镑（约合813万元人民币），用于“资助开放社会和人权的项目”。 - 截止2013年，英国向中国提供的无偿援助达2.3亿英镑（折合人民币达23亿元），中英已开展合作项目24个，领域集中在卫生、教育和环境及气候变化三个领域 。 - 2011年3月，英国宣布结束传统对华发展援助，6月两国政府签署新型发展合作谅解备忘录；但英国国际开发事务部的数据显示，英国2012年仍然向中国提供了2740万英镑（约合2.7亿元人民币）的经济援助。 - 1999年，中英两国政府签署《发展合作谅解备忘录》。 - 1998年，英国国际发展部制定的《英对华无偿援助新战略》，国企改革、环境保护、医疗卫生、普及教育四个领域为其援助重点。 - 1972年，英国和中华人民共和国建交。                                                |

### 港澳台
改革开放以来，香港、澳门和台湾也对中国大陆提供了大量资金、技术、人才、理念等重要支持。香港資金雄厚作出最多的貢獻包括：内地的第一家“三来一补”企业，内地批准的第一家合资、合作企业，第一家五星级饭店，第一条合资兴建的高速公路，第一块土地的拍卖等等，在改革开放史上佔了重要的印记。在改革初期，以香港資金（港資）佔最大比重，達百分之八十。
台商亦开始以外商名义或较为低调的方式进入大陆投资，有更多台商以港資或香港註冊公司名義進入中國大陆投資。

#### 香港資金
直至2011年全年，港資仍佔外資比例達66.3%（投資金額770.11億美元），是内地吸收外资的最大来源地。港澳在广东省的投资项目超过10万个，实际利用资金1200亿美元，占广东省实际外来资金的三分之二，其中绝大部分投资来自香港。促使粤港澳形成了以广东为加工制造基地、港澳为购销管理中心的獨特格局。数以万计的港澳投资企业在广东各地蓬勃发展，数以百万计劳动力受雇于港澳投资企业。珠三角地区形成了具竞争力的动态化产业集群、开放型，影响世界的加工制造业基地。深圳市投资额在1000万美元以上的项目和年出口1000万美元以上企业中，约80%是港商投资或参与投资的。2017年，深圳国内生产总值比1978年增长了11426倍，南方最重要的高新技术研发和制造基地。香港資金的投资，迅速推动广东从农业为主的省份發展成工业发达的经济大省。广东的国内生产总值从改革开放前在中华人民共和国省份排名第5位逐渐成为第1位，至1989年起保持至今。
因贪污已落马的广东省前副省长万庆良说「广东30年改革开放的历史，就是一部粤港澳合作的历史。广东30年的发展离不开港澳强有力的支持，离不开港澳资企业率先进入广东，率先投资、率先发展。香港人澳門人不仅带来了资金、技术、人才，为内地输入了先进的管理经验和理念，更新了管理文化。」較為熟悉的例子是港鐵公司，促进了许多领域的观念更新。改革初期，中华人民共和国缺乏优良的货运设施和海外贸易网络，而香港当时已经是亚太地区重要的贸易中心，拥有世界先进水平的硬件设施和一流的贸易人才。目前，香港是内地第五大贸易伙伴、第三大出口市场和第一大贸易顺差来源地。在资金、技术输入的同时，香港資金更为改革开放输入了许多先进的发展理念、经营方式和管理经验，促进了观念更新，为市场经济体制的完善提供了借鉴。国外有专家认为「内地市场经济改革之所以能够成功，一个重要原因就是拥有香港这样一个成熟的、国际化的市场经济体系可以借鉴，并为改革的启动和深化提供了源源不断的动力。」霍英东投资兴建的内地第一家五星级酒店——白天鹅宾馆。不仅是因为宾馆硬件设施完备，更重要的是從一开业便打破当时的惯例，对所有普通市民开放，其服务意识、管理模式，都令当地政府官员和市民大开眼界，引发观念的更新，对广东服务业的兴起和发展产生了极大推动作用。商务部副部长姜增伟在接受采访时总结说「内地的现代化建设就是一条有效利用外资尤其是港澳台资金的资本积累和发展之路。内地经济社会发展所取得的成绩，每一天的变化，都有港澳同胞的奉献。」四名港商投資的华南城国际工业原料城是占地1.5平方公里的工业原料及成品交易中心，集信息交流、展示、交易、仓储、货运、配送以及金融结算功能于一体，其规模之大、经营范围之广，堪称国内之最。随着中央政府与特区政府签署了内地与香港、澳门关于建立更紧密经贸关系的安排（CEPA）後，港資在内地的投资领域不断拓宽，从传统的劳动密集型产业向基础设施建设、现代制造业、现代服务业等领域快速发展。香港智经研究中心主席胡定旭认为，「CEPA开启了香港和内地生产要素进一步流动的大门，制度安排为经济整合提供了更大的空间。」

#### 台灣資金
台灣對中國大陸地區投資巨大，尤其是1989年六四事件後導致西方禁運，當時在中國大陸以外的投資方只有港台，但由于两岸尚处于对抗时期，台湾对两岸经贸往来限制严格，有许多台资与港资合资的方式到中国大陆地区投资，甚至直接就在香港注册后以港资的名义来到大陆。初期的投资集中在劳动密集型、技术含量低的行业，像制伞、制鞋等。1989年，台资对中国大陆投资项目只有540个，协议金额僅5.5亿美元，实际利用资金更低至1.5亿美元。台湾于1990年正式公布《对大陆地区间接投资或技术合作管理办法》，有条件开放台商间接对大陆投资，促进了台商对大陆投资的发展。它們以“台湾接单、大陆加工生产、产品外销”為经营模式，平均外销比率达85%。
台灣實際開始大規模投資始於1993年邓小平南巡後。1992年到1994年，台商对大陆投资项目计2.3万家，协议金额200多亿美元，实际投资额75.8亿美元。从1993年台商赴大陆投资第一波高峰开始到两岸经贸论坛，台商在大陆投资的企业已达6万家，累计投资金额约2000亿美元。目前大陆是台湾第一大出口市场和最大贸易顺差来源地。 2014年两岸贸易额为1983.1亿美元，较2013年增长0.6%，其中大陆对台出口462.8亿美元，自台进口1520.3亿美元，大陆与台湾贸易逆差达到1057.7亿美元。

## 成就及影响

### 综合国力

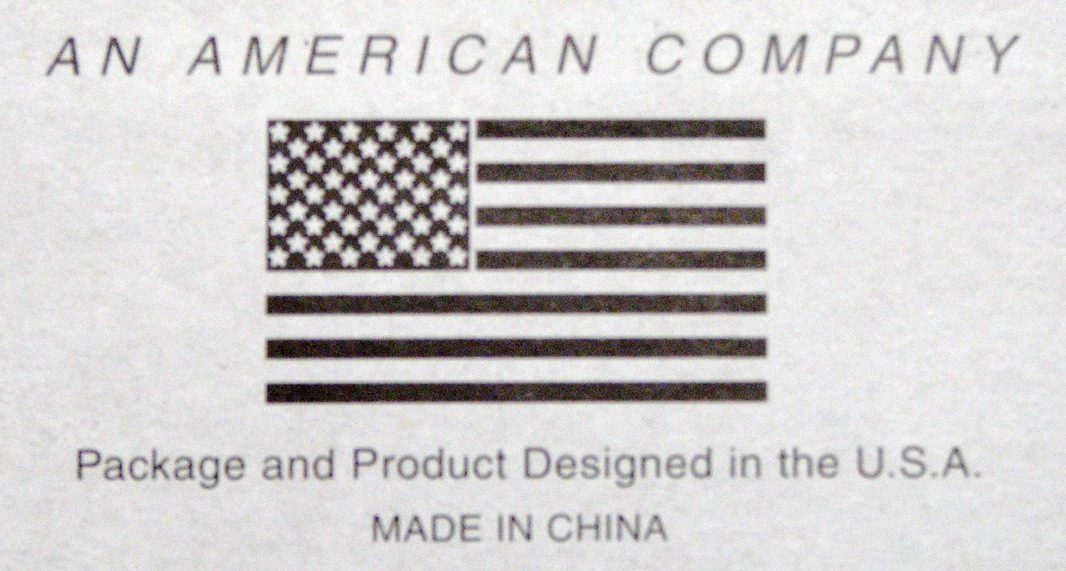
中国生产商标（MADE IN CHINA）已经占据世界民生商品20%以上，成为世界工厂

邓小平以及他的理念的继承者及其他改革派人士顶住了来自国内保守派的进攻，成功地将改革开放定为中华人民共和国的政策基石之一，并不可逆转地将中国带入世界经济中，与世界经济紧密结合在一起。从1978年至今，中华人民共和国由一个尚有2亿人生活在贫困线下，与世隔绝的国家，变成了一个经济繁荣，有着活跃市场的世界第二大经济体，并减少了当时世界近1/5的贫困人口。中国也在迈向工业化的道路上飞速前进，成为世界工厂，全球重要的制造业大国，全球最大的消费市场，经过40年的改革开放，中国国家力量大幅增强，2021年中华人民共和国国内生产总值超过17.7万亿美元，拥有14亿人口的体量，人均GDP达到12551美元、达到中等偏上国家的收入水平，国际地位和军事实力显著提高。中国已经成为国际社会不可缺少的重要角色。众多机构曾经预测中国GDP将会在2030年前超过美国成为世界第一大经济体，但这一时间点可能因新冠疫情的清零政策导致的经济衰退而延迟，有经济学家甚至质疑中国经济规模能否超越美国。

### 意识形态
改革开放初期，1980年代的“新启蒙运动”席卷中国思想界和民间社会，提倡重拾五四运动精神“民主”与“科学”，反文革、反封建、反传统。思想解放运动不仅为改革开放奠基，同时使得人道主义思想包括自由、人权、法治等普世价值的概念在中国大陆民间得到启蒙和推广，出现“文化热”，而各类报刊丛书、艺术美学、中国摇滚乐、华语流行音乐、大陆影视行业的兴起和发展，也在不同程度上起到了启蒙作用。邓小平则早在1979年即提出“四项基本原则”，在争议声中被写入《八二宪法》，成为思想解放和言论自由的红线。1989年“六四事件”的爆发导致了新启蒙运动的中断，此后中国社会陷入对“姓资姓社”等问题的争论，改革开放停滞不前，直至1992年邓小平南巡。
邓小平在南方谈话中提出了“多干实事，少说空话”、“发展是硬道理”等观点，对姓资姓社等问题采取“不争论”的态度，此后“猫论”也广为流传，而此次南巡谈话被认为是继1978年“真理标准大讨论”后的第二次思想解放运动。1992年起，中国经济开始腾飞，但贫富差距扩大、城乡发展不平衡、贪污腐败等社会问题随之而来，政治体制改革也并未重启，中国大陆思想界陷入了分歧和争论、新启蒙思潮并未完全延续，而是逐渐形成了“自由派”和“新左派”两大阵营，且此前遭到激烈反对的新权威主义则与自由派发生部分合流。
对于新出现的社会问题，自由派人士和新左派人士在1990年代展开了激烈论战，论战的开端是汪晖于90年代中期发表的《当代中国的思想状况与现代性问题》一文。自由派观点认为，应当继续改革开放、发展市场经济，倡导人权和自由，同时推进政治体制改革，完善民主、法治和宪政的建设。体制内高级官员包括前国务院总理朱镕基、温家宝都曾对此表达过一定的支持。与此同时，新左派观点认为资本主义在中国大陆已泛滥成灾，中国的社会弊病在西方资本主义发展阶段中已出现过，新左派批判市场机制、提倡社会正义与平等，并为文革中毛泽东的一些做法辩护。
也有学者认为，中国共产党已经摒弃了最终实现共产主义的理想，转化为一个资本主义政党，中国已经是一个资本主义国家。中国模式、权贵资本主义、党国资本主义的概念开始受到重视。越南、老挝等社会主义发展中国家积极学习效仿中国改革开放的发展经验，于1986年开始实行“革新开放”政策，而朝鲜则继续施行中央计划经济体制并批评中国走了“修正主义”路线。

### 经济发展
改革开放使中国大陆的经济快速增长，从1978年到2017年，中国国内生产总值按不变价计算增长33.5倍，年均增长9.5%，平均每8年翻一番，从占世界经济1%到2017年的15%，仅次于美国成为全球第二大经济体；扣除价格因素，人均国内生产总值2017年比1978年增长22.8倍，年均实际增长8.5%；外汇储备全球第一；成为世界最大贸易国、世界第一大工业国家和出口加工制造国。

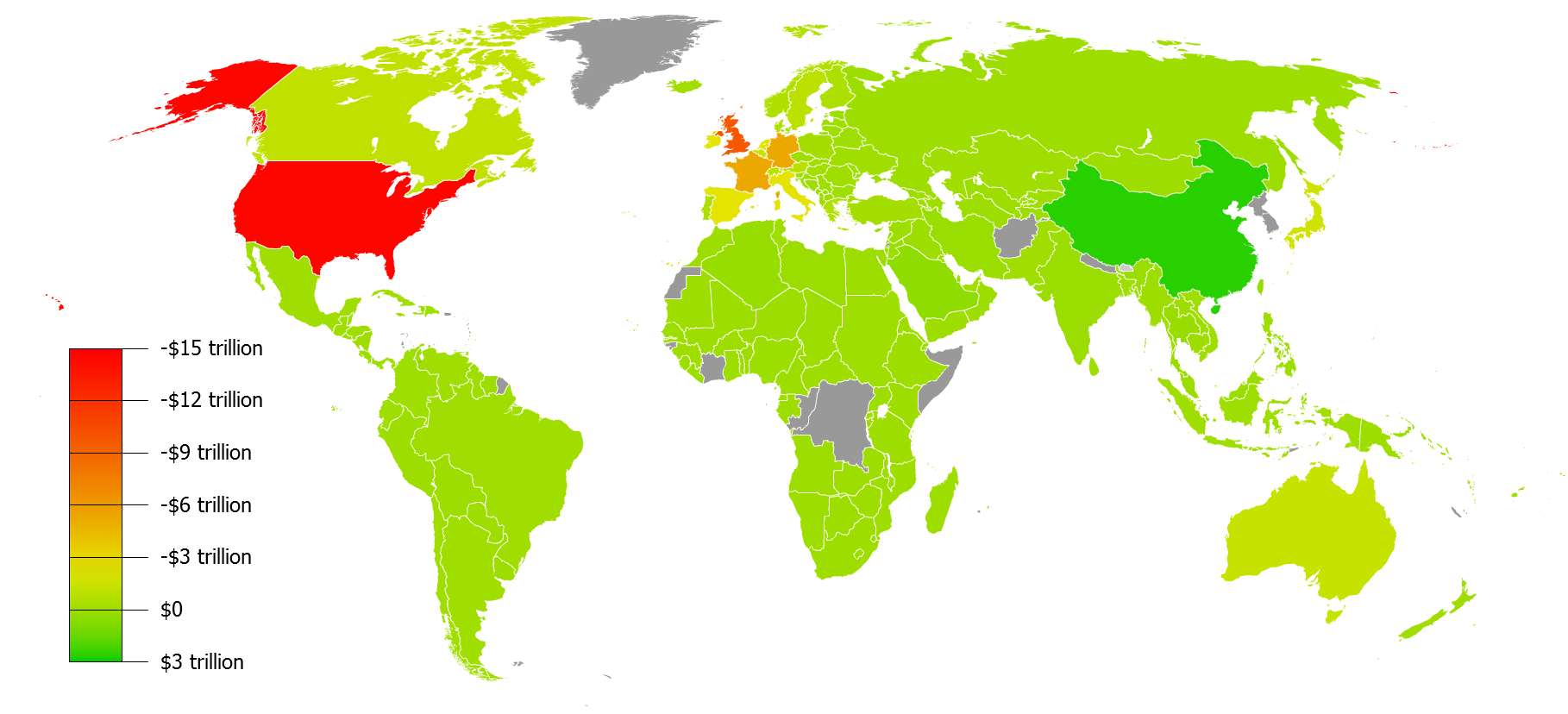

改革开放过程中，中国成功实现了计划经济向市场经济的转型，民营经济产值在总量上已经超越了国有经济，成为了中国经济增重的重要拉动力量。2007年，中国GDP总量超越德国；2010年，中国GDP超越日本，成为仅次于美国的全球第二经济大国。2018年，中国GDP折合13.6万亿美元，2019年超过14万亿美元，2021年17.7万亿美元，位居世界第二；购买力平价计算的GDP则达25.5万亿美元，位居世界第一。引进外资同样成为中国经济增长的重要方式，中国为全世界吸引外资金额最多的国家（港、澳、台资金的引入亦被算作外资），而对外贸易规模也位居世界第一，同时中国成为美国国债（除美国本国以外）最大债权国。
從開始改革開放的1978年到2021年，人均國內生產總值由225美元增長到12551美元，增长超过55倍，东部部分沿海省市等人均GDP已突破两万美元，对于14亿人口的体量人均能突破一万美元，表明中国经济规模和影响力巨大。 2007年，广东省GDP总值超越台湾，成为中国大陆第一个GDP总值超越台湾的省（個人平均仍遠低於台灣）。2012年之后江苏、山东、浙江、河南的GDP也先后超越台湾，其中广东达到两倍以上，2018年四川和湖北的GDP数值也超越了台湾。 2019年，中國外匯儲備約3萬億美元。中国多项经济产品产量达到世界第一。四十年来中国的城市人口比例已从20%上升到60%以上，而实际上由于大量农业人口进城打工，所以中国实际上的从事非农业人口比例更高。但很明显的，中国已经从一个农业大国成功转型为工业化国家，第二产业和第三产业创造的GDP占比经济总量的90%+。

### 海外影响
改革开放对于海外的影响（特别是现存的社会主义国家）影响深远，譬如影响了越南和老挝在1986年实施的“革新开放”政策。老挝早在1986年就施行了革新开放，不过因为受越南的革新开放政策影响，导致其大量国际投资进入越南而并非老挝，进而导致其经济发展非常缓慢。
古巴在2019年的宪法公投中通过了新宪法，其中明确古巴政府承认私有财产，并认可外国投资，同时也对政治制度做了一定程度上的改革。
即使是依旧施行计划经济制度的朝鲜，也推行了朝鲜经济改革，参考了中国改革开放初期的经济特区模式先后建立了开城工业园区、罗津先锋经济特区和新义州特别行政区。金正恩上台后，朝鲜的私有经济有了相当程度的发展，但总体来说经济开放的程度依旧非常小。

## 政治和社会

### 政治体制改革

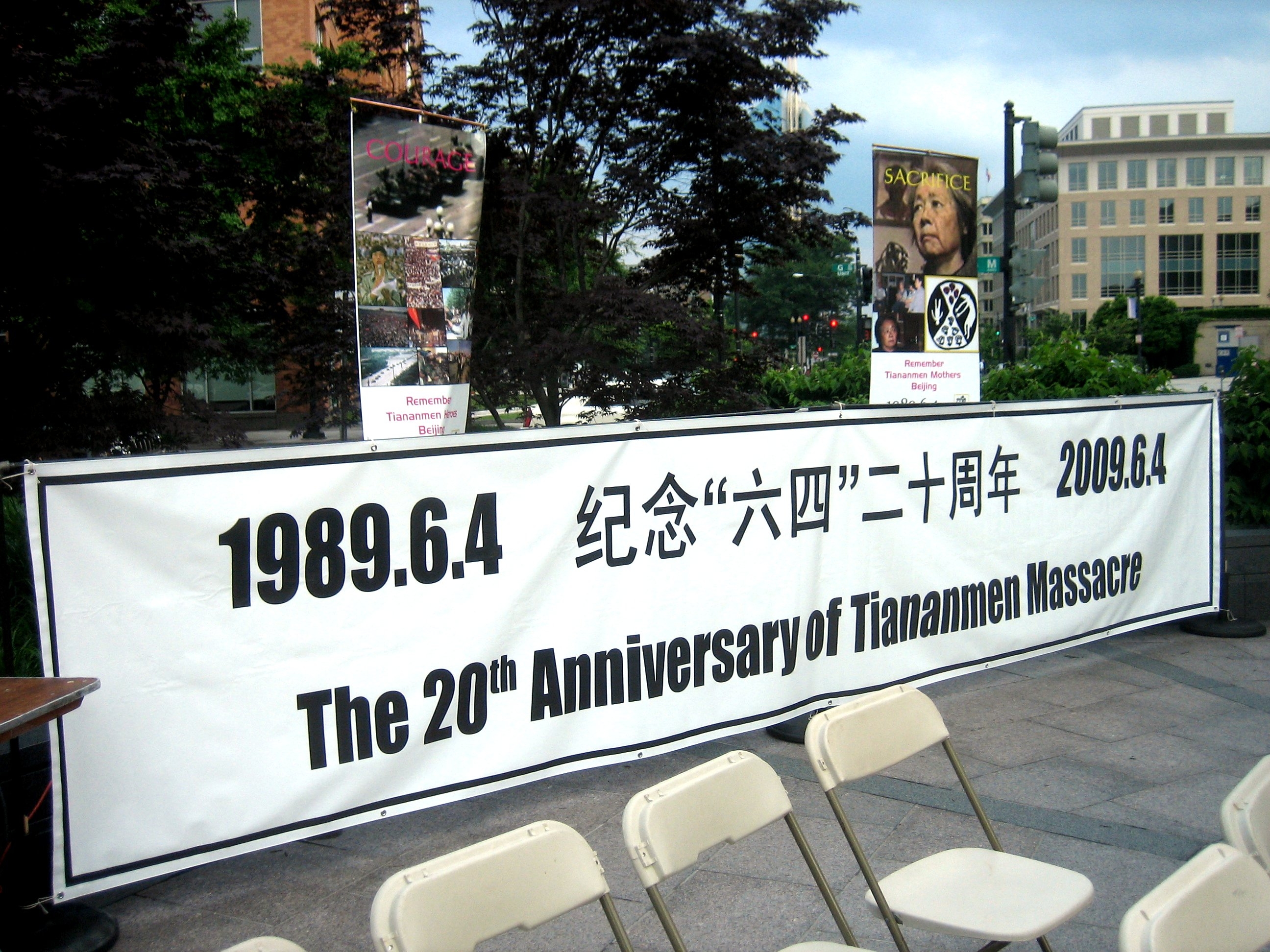
“六四事件”二十周年纪念活动（美国华盛顿）

1980年8月18日，邓小平在中共中央政治局扩大会议上作了《党和国家领导制度改革》的讲话（俗称“8.18讲话”），指出权力过分集中是中国当下官僚主义的“总病根”。邓小平提出要进行政治体制改革，建议废除干部领导职务终身制，提倡民主集中制，并向全国人民代表大会提出全面修宪建议。1982年12月4日，第五届全国人民代表大会第五次会议审议通过了具有历史性意义的《八二宪法》，该宪法也成为了中华人民共和国的第四部宪法，收入了许多宪政主义的内容和条款，为改革开放奠基。
随着改革开放的加速，中国社会出现了官倒、权钱交易、腐败、特权等种种问题，经济改革亦受到了原有政治体制的阻碍。1986年上半年，邓小平再次提出“政治改革”并启动了“政治体制改革”的研讨和制定，同年9月“中央政治体制改革研讨小组”成立，成员包括赵紫阳、胡启立、田纪云、薄一波、彭冲。9月3日，邓小平在会见日本公明党委员长竹入义胜时说：“我们提出改革时，就包括政治体制改革”。10月，中央政改研讨小组办公室成立。
邓小平的政治改革出发点是，在中国共产党一党专政的前提下，实行党政分开、提高行政效率、革除官僚主义弊端、推动经济制度进一步改革等，但不能照抄西方的宪政制度，他强调“要搞一个增强行政效能的体制，讲民主必须要和法制联系起来讲，把法制搞起来，才能有稳定的社会环境。我们的行政机构应该很有效能。 ” 其他人士还公开提出了“多党制”、“三权分立”、“议会民主”、“司法独立”等西方宪政主义的架构。虽然这些与邓小平等人的中共官方改革观点可能有所不同，但在当时比较宽松的政治气氛下，并没有受到过多的抑制与打压。1987年10月，中国共产党第十三次全国代表大会在北京召开，中共中央总书记赵紫阳在其报告中提出并论述了政治体制改革的方案和设想。1987年底，中共中央政治体制改革研究室成立。
但随着1989年六四天安门事件的爆发，80年代后期的政治体制改革失败，赵紫阳、胡启立、鲍彤等中共中央改革派高层被撤职、而权钱交易、腐败、特权、垄断等问题并未得到持久、有效的解决。经济方面的“改革开放”进程也因六四天安门事件而放缓甚至停滞，直至邓小平九二南巡后才重新提速。
2012年后，中共中央总书记习近平开始推进“全面深化改革”、国家治理体系和治理能力现代化等。中国官方认为，从邓小平等人提倡的政治体制改革，到习近平等人提出的政改，是“政治体制改革在深化”、“走出了新路”、“硕果累累”。但外界和部分体制内人士则认为习的政治体制改革并没有遵循邓的政改道路，并且改变了改革开放以来进行的政治体制改革方向，属于政治倒退，重新回到了毛泽东时代的体制，即党的最高领导人独揽大权的独裁统治以及“党领导一切”。此外，2018年习近平等人推动修改宪法，取消国家主席和国家副主席的任期限制，有观点认为此举废除了邓小平时代开始实行的“废除干部领导职务终身制”，破坏了集体领导制度和民主集中制，更让习近平有机会成为继毛泽东之后的终身领导人和独裁者。2018年12月18日，习近平在庆祝改革开放40周年大会上，对改革开放评价道“改革开放是我们党（中国共产党）的一次伟大觉醒，正是这个伟大觉醒孕育了我们党（中国共产党）从理论到实践的伟大创造。”

### 政治运动
1980年代出现了几次较大规模的政治运动。1983年开始的严打，在提升社会治安的同时，也造成了诸多冤案，引发了一定争议。1983年，中国大陆的保守派主导开展了“清除精神污染”运动，在胡耀邦、赵紫阳等人的干预下平息。1986年底-1987年上半年，八六学潮爆发、胡耀邦被迫辞去中共中央总书记一职，保守派借此主导展开了“反对资产阶级自由化”运动，而后赵紫阳说服了邓小平，才在1987年中期结束这场运动。
自2012年中共十八大后，习近平出任中共中央总书记执政以来，中共也发起了多次大规模的政治运动，譬如进行了改革开放以来最大规模的反腐行动，包括原中共中央政治局常委周永康在内众多高级官员被审查和起诉。2018年1月起，开始实施计划为期三年的扫黑除恶专项斗争运动，目标是打击黑恶势力和盘踞基础政权的村霸。其后又发起了整肃中共政法系统官员的政法队伍教育整顿运动。目前习近平时代的政治运动都宣称以打击腐败和整肃官僚为目的，但外界质疑此举为“选择性反腐”和权力斗争，是针对内部反对者的“大型清洗”。

### 经济社会问题

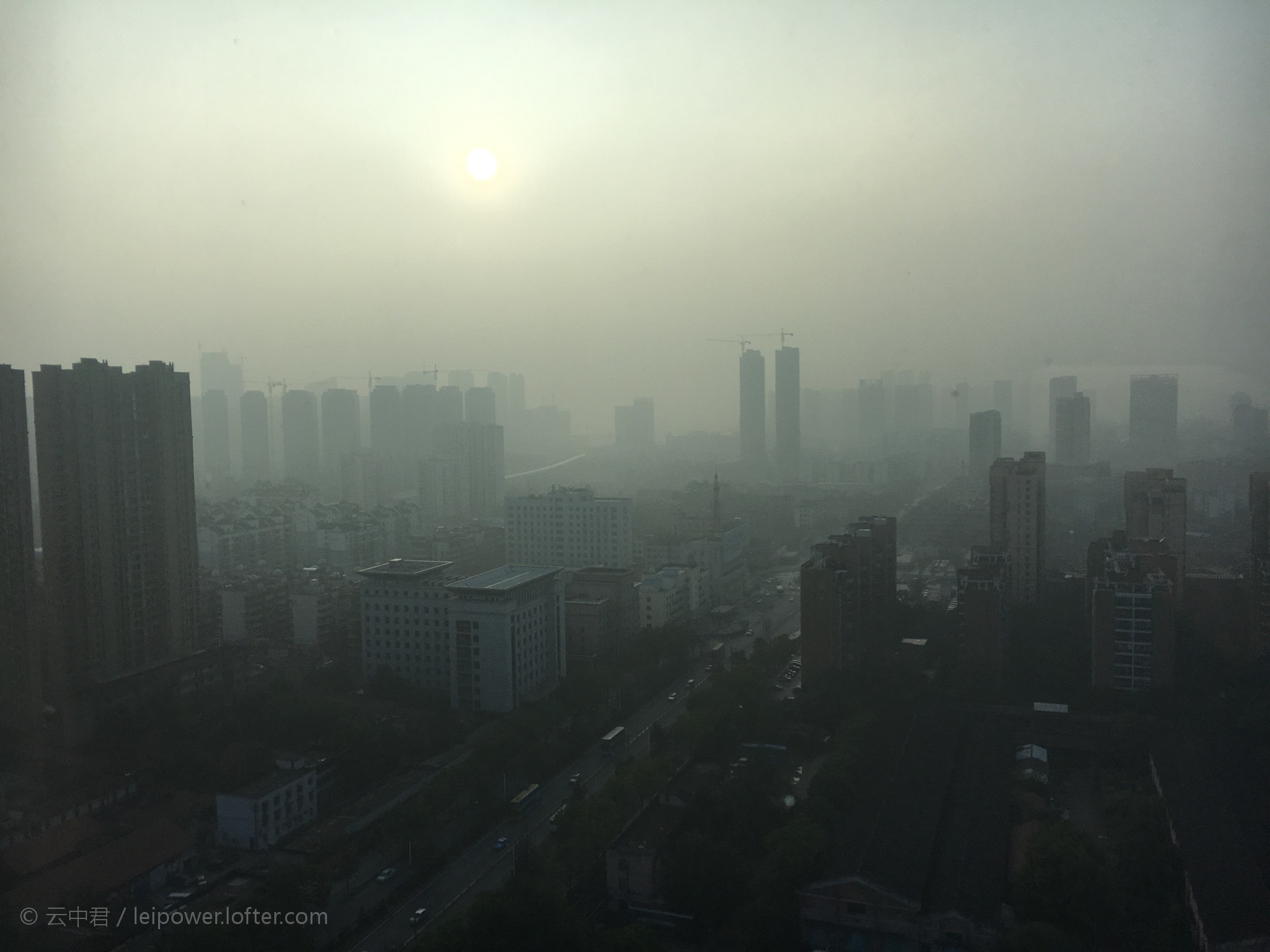
空气污染：湖北武汉的雾霾天（2016年）

有学者认为，中国经济发展的成果是仰仗“中国模式”这一论断是一种谬论和误导，中国并非一个创新型国家，其体制存在着威权主义、欠缺自由等诸多缺陷，而自主创新能力依赖于自由，故该模式并不能可持续发展。与此同时，各大权贵家族垄断主要行业、控制国家财富；并存在大量“裸官”，许多中央高层的子女或亲属移民海外或拥有外国绿卡。
此外，中国官方以及部分海内外学者均指出，中国大陆经济数据存在长期造假问题，特别是夸大了经济成长的数据。一位香港评论员则将中国的去自由化视为中美贸易战的一部分。而美国声称中国政府正在向中国的国有企业和私人公司提供不公平和歧视性的竞争优势。
21世纪以来，中国社会的发展还出现缺乏自主技术、贫富差距扩大、经济区域差别大、城乡发展不平衡、产能过剩、房地产泡沫、通货膨胀、环境污染、教育文化事业、就业难、上学难、看病贵、住房贵、治安乱、贪污腐败蔓延，官商勾结，权钱交易，社会风气不好，社会治安环境亟待改善等等诸多较为严重的问题，其中中国的温室气体二氧化碳排放量居世界首位。部分具体问题如下：
- 中国的发展模式缺乏自主创新技术，高新技术产业长期缺乏关键自主技术，存在对外依赖度过高的问题[364][365][366][367][368]。

- 中国的贫富分化现象较为严重，根据中国国家统计局数据，2018年12月中国的基尼系数为0.468、属于高，而国际货币基金组织数据显示自1990年起中国的基尼系数从0.35上涨到了2015年的0.5[41][369]。不仅超过了国际上0.4的警戒线，也超过了世界所有发达国家的水平[363]。而中国大陆还出现了“农民工问题”，2010年以来包括农民工在内的许多社会低收入人群逐渐构成了新兴的“蚁族”阶层，而城乡发展不平衡也属于突出问题，1996年起“三农问题”被正式提出[42][370][371][372]。而且，0.4%的人口掌握了70%财富，而美国5%人口掌握60%财富，中国的财富集中度世界第一[363]。
- 20世纪90年代起至2019年，中国大陆主要经历了四次越发严重的产能过剩，钢铁、煤炭、冶金等行业供大于求，造成大量企业亏损[373][374][375]。
- 2010年以来，中国大陆各大城市的房价飙升等问题也日趋严重[376][377][378]。
- 社会事业严重滞後。在经济发展中社会事业发展被忽视了，比如医疗卫生、教育文化事业滞後。2003年在抗击SARS中表现较为突出，暴露出医疗卫生薄弱特别是农村。2004年中央及时总结教训，提出了以人为本的科学发展观，重新认识增长不等于发展，发展应该是全面的、协调的、可持续的发展。不仅经济要发展，政治的、社会的、文化的都要发展；而且经济与政治发展要协调，经济与社会发展也要协调，经济与自然发展同样要协调，等等，这样才有可持续的发展。这些年GDP快速增长，财税大量增加，许多地方大造高楼大厦，经营城市，改造旧城，成了一种潮流。政府机关的大楼造得漂漂亮亮，但教育卫生文化事业得不到应有的发展，农村小孩上不起学，还要搞“希望小学”。不少城镇居民买不起房子，居住条件很差，等等。特别是社会保障制度没有建立起来[363]。
- 发展方式粗放。高投入，高消耗，带来能源、材料、资源浪费严重，吃老祖宗和下几代人的饭，才换来GDP的增长速度[363]。
- 生态遭破坏，环境被污染，特别是饮用水短缺现象严重[363]。

## 相关文艺作品
歌曲
- 《春天的故事》
- 《走进新时代》

电影
- 《邓小平》
- 《邓小平登黄山》

電視劇
- 《大江大河》[379]
- 《歷史轉折中的鄧小平》

紀錄片
- 《我們一起走過》
- 《河殇》[380]

### 书籍
- Cardenal, Juan Pablo; Araújo, Heriberto, , Barcelona: Crítica, 2011  [2017-08-28], ISBN 9788498922578, （原始内容存档于2017-07-19） （西班牙语）
- Benjamin, Dwayne;  et al, , Brandt, Loren; Rawski, G. Thomas  (编), , Cambridge: Cambridge university press, 2008 （英语）
- Bransetter, Lee;  et al, , Brandt, Loren; Rawski, G. Thomas  (编), , Cambridge: Cambridge University Press, 2008 （英语）
- Cai, Fang;  et al, , Brandt, Loren; Rawski, G. Thomas  (编), , Cambridge: Cambridge university press, 2008 （英语）
- Haggard, Stevens;  et al, , Brandt, Loren; Rawski, G. Thomas  (编), , Cambridge: Cambridge university press, 2008 （英语）
- Herston, Alan;  et al, , Brandt, Loren; Rawski, G. Thomas  (编), , Cambridge: Cambridge university press, 2008 （英语）
- Svejnar, Jan;  et al, , Brandt, Loren and Rawski, G. Thomas  (编), , Cambridge: Cambridge university press, 2008 （英语）
- Wong, P.W. Christine;  et al, , Brandt, Loren; Rawski, G. Thomas  (编), , Cambridge: Cambridge university press, 2008 （英语）
- Zhao, Xin,  and Russell W. Belk. (2008) "Politicizing Consumer Culture: Advertising's Appropriation of Political Ideology in China's Social Transition," Journal of Consumer Research  35#2 pp 231–244
- Fighting Poverty: Findings and Lessons from China’s Success (World Bank). Retrieved August 10, 2006.
- Online Extra: "China Is a Private-Sector Economy"
- World Public Opinion
- 《联产承包叩开农村改革之门》